# Sporysz (Żywiec)
Sporysz – dzielnica Żywca o charakterze mieszkalno-przemysłowym, położona w jego południowo-wschodniej części.

## Położenie
Sporysz położony jest w sąsiedztwie Kocurowa-Koleb, Śródmieścia i Zabłocia, nad rzeką Koszarawa.
Granice dzielnicy wyznaczają:
- od północy – rzeka Koszarawa oraz potok Młynówka[3]
- od wschodu – Rezerwat Grapa[3]
- od południa – granica miasta z miejscowościami Trzebinia i Wieprz[3]
- od zachodu – rzeka Soła[3]

## Przyroda

### Zbiorniki i cieki wodne
Główną rzeką przepływającą przez Sporysz jest Koszarawa. 
Znajduje się tu również potok Młynówka, okrążający Fabrykę i Śrub i wpadający do Koszarawy. Południowo-zachodnią granicę dzielnicy, będącą również granicą oddzielającą Żywiec od wsi Trzebinia wyznacza potok Sporyszek, mający swoje źródła u podnóży wzgórza Kępa w Trzebini. Wpada on do potoku Trzebinia, który łączy się z rzeką Koszarawą w rejonie ulicy Isep.

### Wzgórze Grojec
Wzgórze Grojec znajduje się w widłach Soły i Koszarawy i ma  wysokość 612 m n.p.m.
Na jego wierzchołku prowadzone były prace archeologiczne, podczas których stwierdzono istnienie wcześniej drewnianego zamku. 
Na szczycie Małego Grojca (422 m n.p.m.) ustawiono stalowy krzyż – pamiątkę po wizycie w Żywcu papieża Jana Pawła II w dniu 22 maja 1995.

### Flora
W północnej części dzielnicy znajduje się Rezerwat przyrody Grapa. Został powołany w 1996 w celu ochrony naturalnych lasów liściastych.

## Demografia
Zmiana liczby ludności Sporysza na przestrzeni lat 1869–2010:

## Historia

### Początki wsi Sporysz

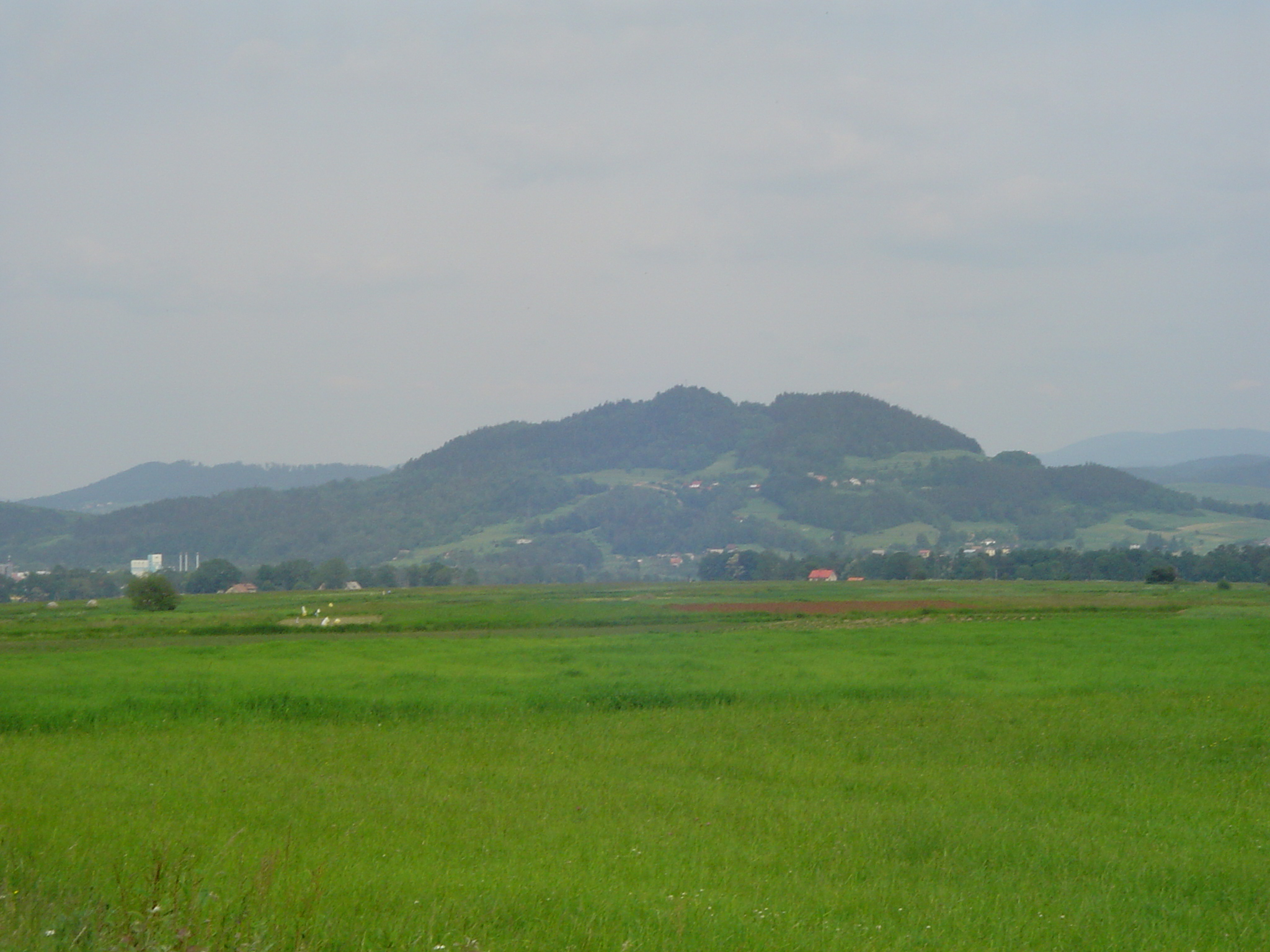
Grojec

Na terenie Sporysza, na szczycie wzgórza Grojec, znajdowała się osada kultury łużyckiej. Na jej miejscu powstało wczesnośredniowieczna warownia, a następnie w XV wieku został tu zbudowany zamek Bożywoja i Włodka Skrzyńskich herbu Łabędź, którzy jako rycerze-rozbójnicy prowadzili stamtąd wypady na sąsiednie ziemie. Następnie zamek przeszedł w ręce Komorowskich herbu Korczak, sprzymierzonych z Królestwem Węgier, które sympatyzowało z zakonem krzyżackim. Forteca została zniszczona przez wojska Kazimierza Jagiellończyka w 1477.
W opublikowanym w 1477 spisie wsi państwa żywieckiego wymieniony został również Sporysz. Z obszaru miejscowości w 1562 kasztelan sądecki i oświęcimski Krzysztof Komorowski wyłączył wzgórze Łyska wraz z polem Okle i przekazał je Żywcowi. Mieszkańcy miasta uzyskali również zezwolenie na połowy ryb na terenie wsi w rzece Koszarawa przez dwa dni w tygodniu. Komorowski w 1567 założył folwark zamkowy „Obszar”, zlokalizowany częściowo na terenie Żywca oraz Sporysza.
W 1595 roku wieś położona była w powiecie śląskim województwa krakowskiego i pozostawała własnością kasztelana sądeckiego Krzysztofa Komorowskiego.
Folwark Obszar został powiększony w 1608 kosztem wsi przez Mikołaja Komorowskiego poprzez wywłaszczenie miejscowych gospodarzy.
W pierwszej połowie XVII wieku państwo żywieckie zostało podzielone na sześć kompleksów majątków ziemskich zwanych kluczami. Utworzony został klucz obszarski, który poza przysiółkiem folwarcznym Obszar obejmował również Sopotnię Małą, Sporysz, Świnną i Trzebinię, jak również Przyborów oraz położoną po zachodniej stronie w stosunku do Żywca Sienną. W 1667 klucz ten zamieszkiwało 267 osób. W 1672 została do niego przyłączona również powstała w tym okresie wieś Przyłęków.
W latach 1608–1626 większość gospodarstw rolnych w Sporyszu uległa znacznemu rozdrobnieniu, co związane było z zachodzącymi wówczas procesami demograficznymi i ekonomicznymi. Rolnicy korzystali z licznych przywilejów od właścicieli ziemskich, a kolejne mogli od nich również nabywać.
W okresie 1629–1667 liczba mieszkańców wsi zmniejszyła się o 456 osób, co związane było z odpływem ludności dzięki emigracji na Śląsk oraz Węgry, jak również wydarzeniami wojny polsko-szwedzkiej.
W 1816 Sporysz razem z Obszarem został sprzedany przez Adama Wielopolskiego na rzecz księcia Alberta Sasko-Cieszyńskiego.

### Panowanie Habsburgów

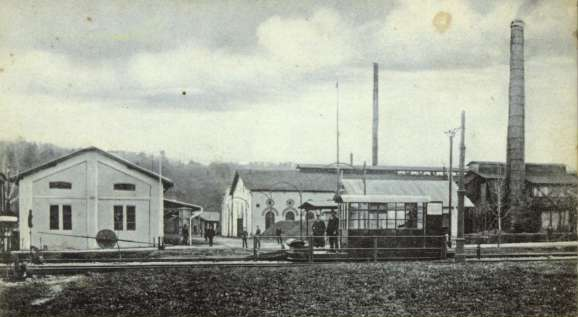
Huta Fryderyka w Sporyszu, XIX wiek

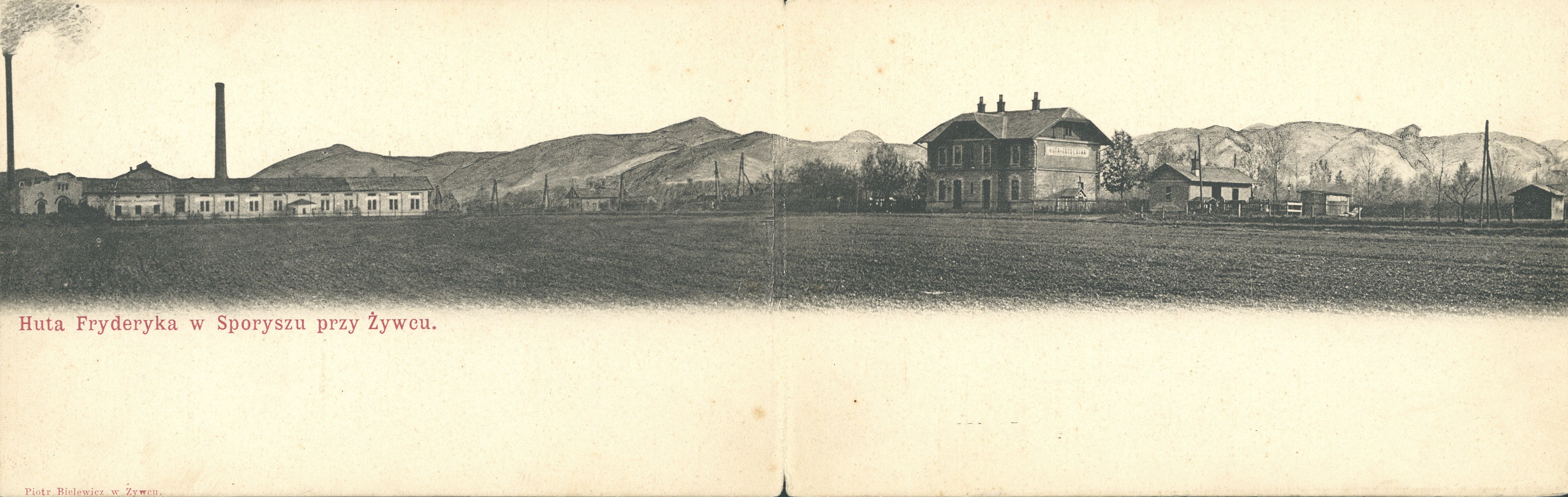
Panorama okolic huty z pierwszych lat XX wieku

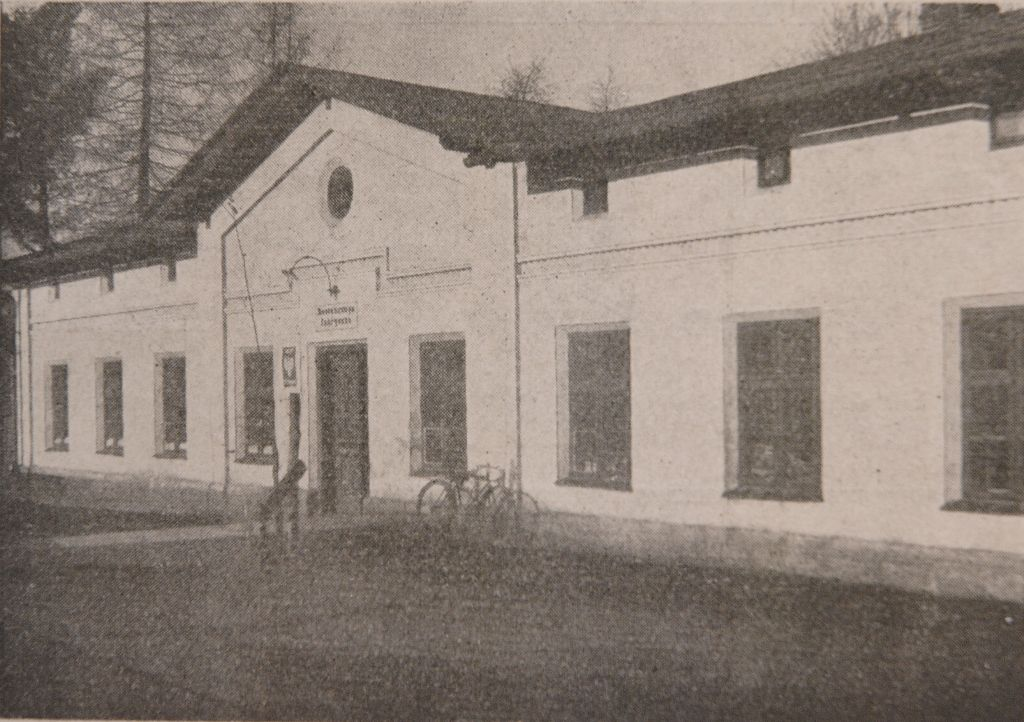
Restauracja „U Kubicy”

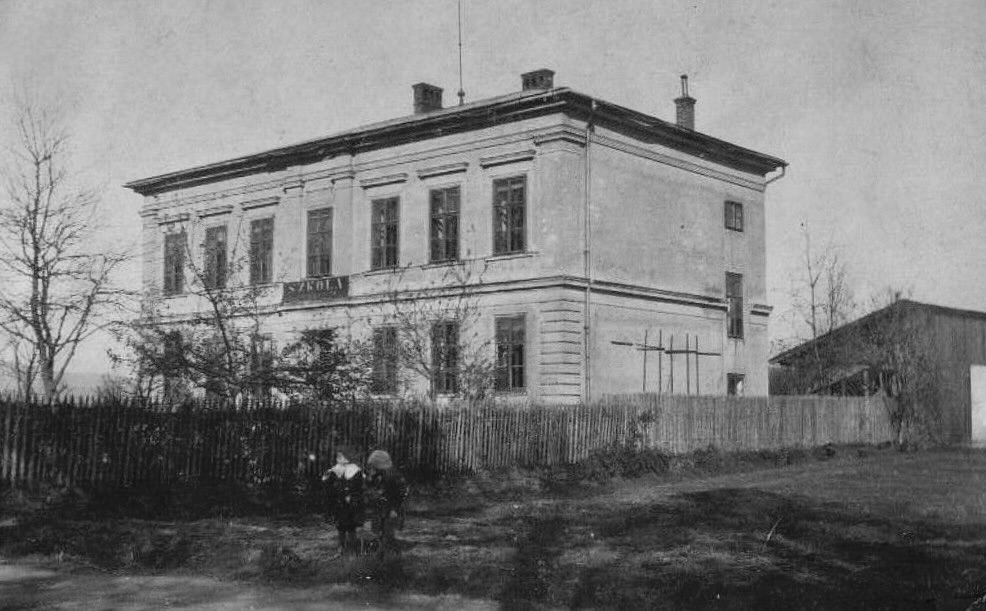
Szkoła Podstawowa w Sporyszu

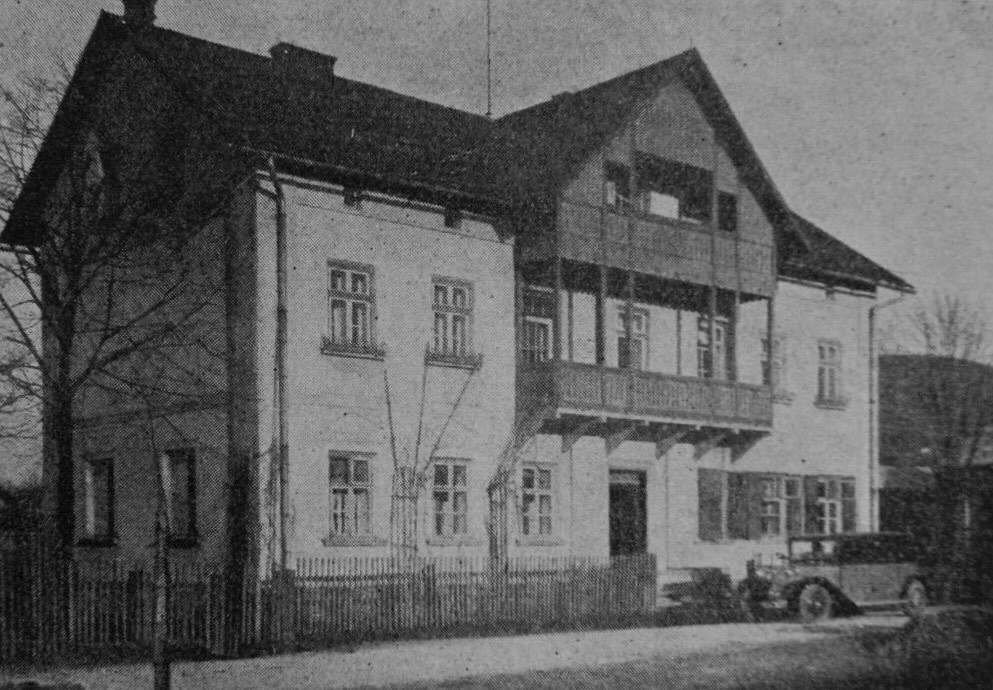
Pensjonat Kubicy

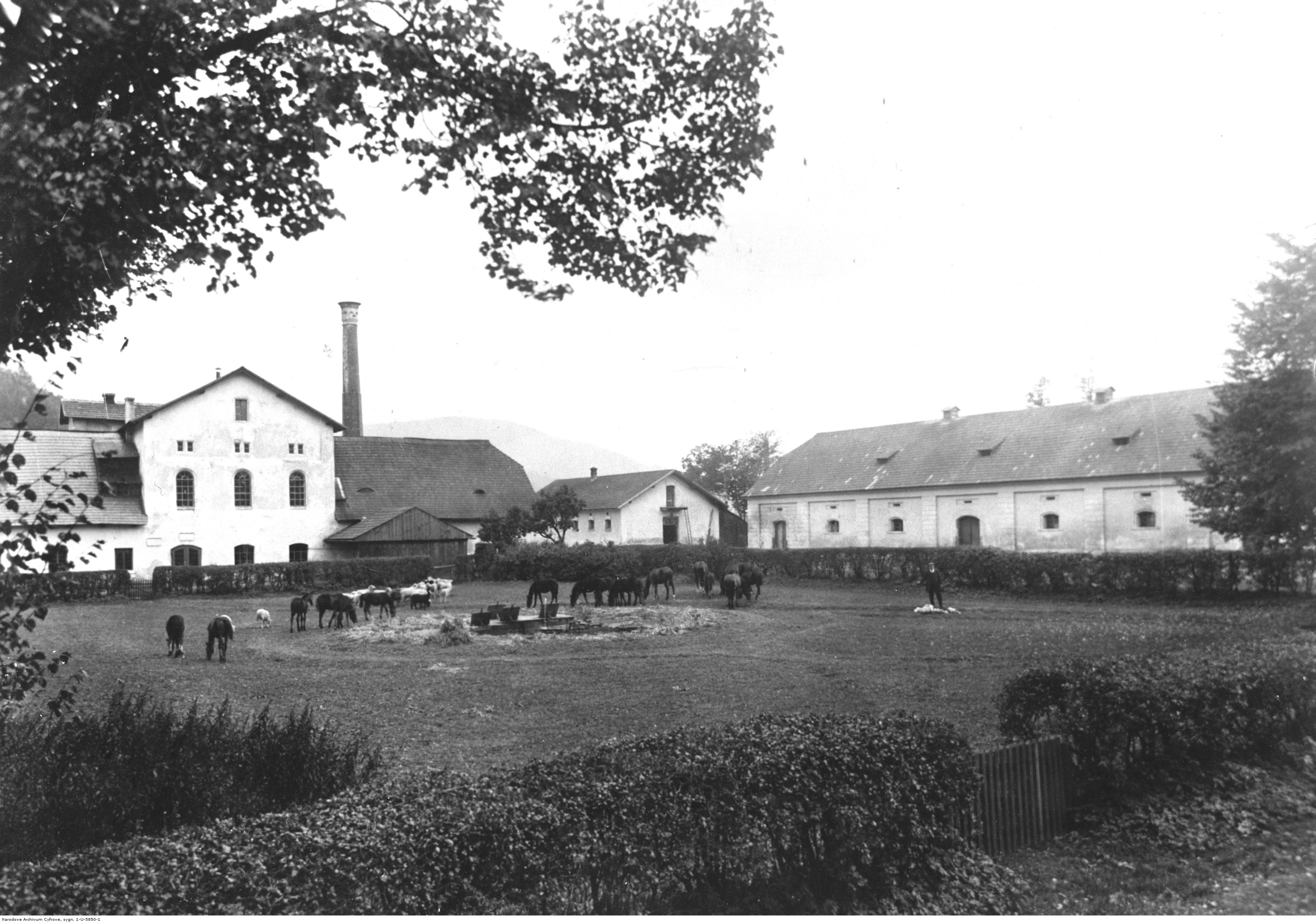
Folwark Obszar w Sporyszu w okresie międzywojennym

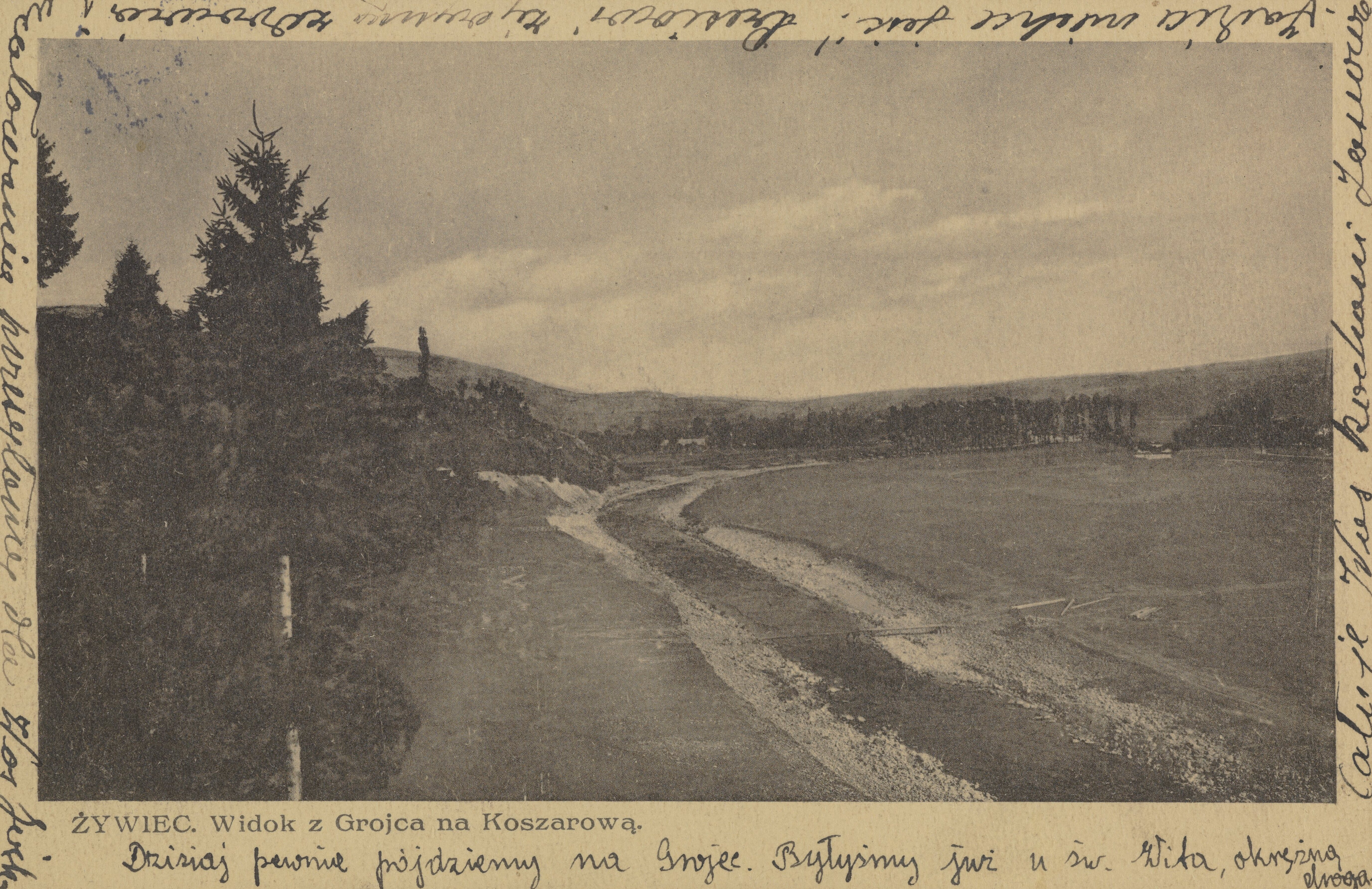
Widok z Grojca na rzekę Koszarawa w latach 30. XX wieku

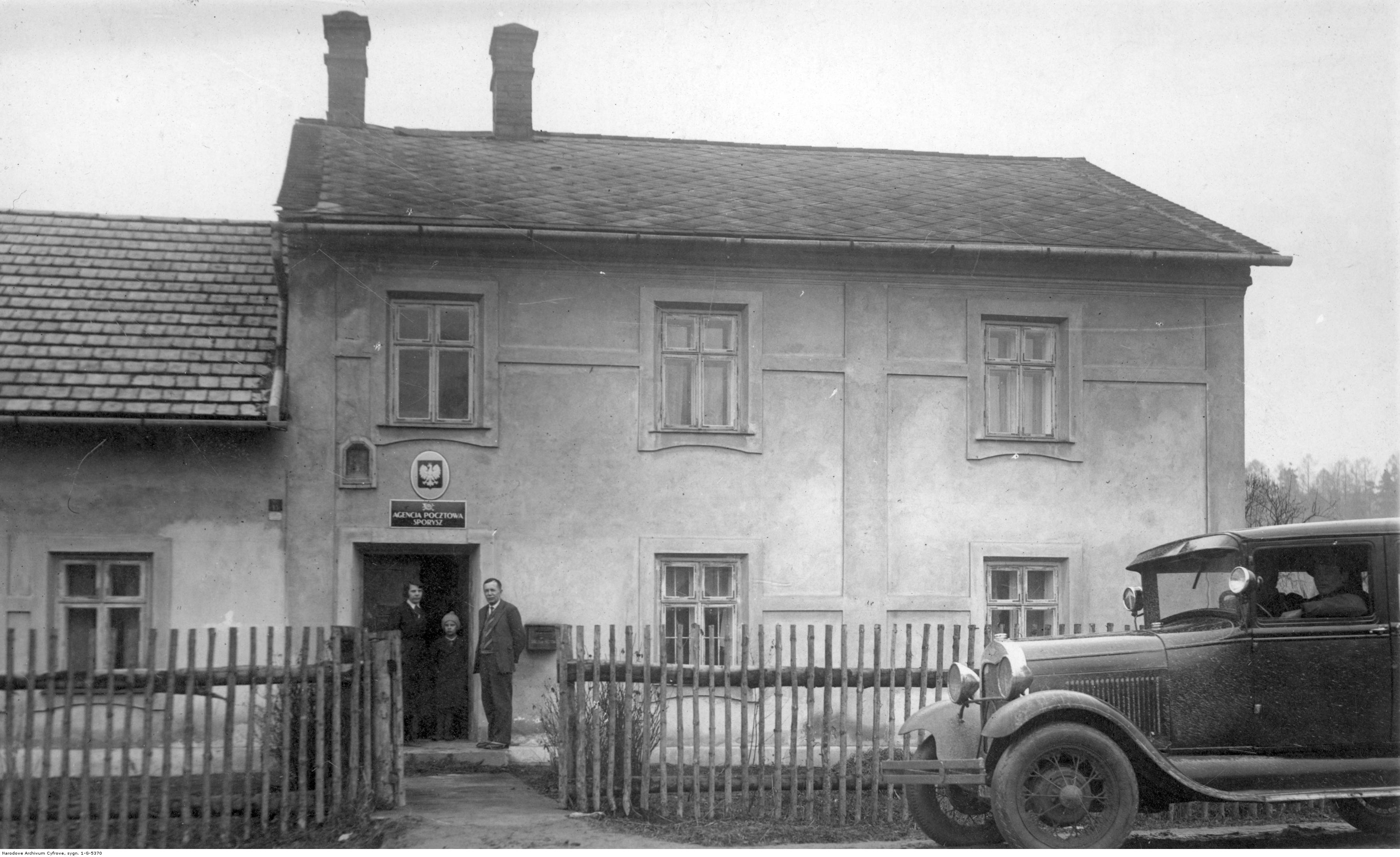
Agencja pocztowa w Sporyszu w 1934

Po śmierci właściciela wsi Alberta Sasko-Cieszyńskiego w 1822 dobra te przeszły we władanie Karola Ludwika Habsburga. W 1832 na terenie folwarku działalność rozpoczęła kuźnia.
W 1834 na znajdującym się na terenie wsi Grojcu zostały ujawnione pokłady rudy żelaza, które w ocenie przybyłego tu wówczas w celu jej zbadania górnika z Ustronia były wystarczające do powstania w Sporyszu wielkiego pieca. 30 maja 1835 Obwodowy Sąd Górniczy w Wieliczce wydał pozwolenie na wydobywanie rudy na polu należącym do Franciszka Wieczorka.
Miejscowa kuźnia została przeformowana w hutę z walcownią i cynkownią blachy. Jej właścicielem był Fryderyk Habsburg. W latach 1836–1838 na terenie folwarku w Obszarze uruchomiono cztery świeżarki do przeróbki surówki żelaznej na żelazo kute, działy zakładu nosiły nazwę „Huta Wilhelma” oraz „Huta Fryderyka”. W 1869 powstała również walcownia blachy. Surówka do przerobu dostarczana tu była z hut w Węgierskiej Górce, Ustronia, Trzyńcu oraz Nowym Targu. Wraz z rozwojem przedsiębiorstwa postawiono 10 budynków mieszkalnych, szkołę, sklep i gospodę z łaźnią. Do 1895 oddano do użytku kolejne cztery budynki mieszkalne.
Z uwagi na zakaz osiedlania się Żydów na terenie Żywca, zamieszkiwali oni w miejscowościach sąsiednich, do których należał również Sporysz. Miejscowa społeczność żydowska zajmowała się przede wszystkim uprawą roli i należała do biedniejszych przedstawicieli tej grupy wyznaniowej. Należeli do powstałej w 1864 Gminy Wyznaniowej w Zabłociu.
W 1869 w Sporyszu znajdowało się 105 domów, w których zamieszkiwały 1023 osoby (z czego 483 mężczyzn i 540 kobiet). W 1880 było tu już 136 domów i 1260 mieszkańców (606 mężczyzn i 654 kobiety). 1204 osoby były wyznania rzymskokatolickiego, 47 było Żydami, a 9 – innego wyznania. 1230 osób przyznawało się do narodowości polskiej, a 30 było Niemcami. W 1880 z ogólnej liczby ludności wsi 623 osoby w 78 domach zamieszkiwały w centralnej części Sporysza, a należące do miejscowości przysiółki liczyły: 58 osób w 9 domach w przysiółku Grojec, 307 osób w 17 domach w przysiółku Obszar, 46 osób w 6 domach w przysiółku Sapińscy, 16 osób w 2 domach w przysiółku Świątkówka i 210 osób w 24 domach w przysiółku Wyszomieście. Wieś należała do parafii rzymskokatolickiej w Żywcu.
16 grudnia 1884 oddana do użytku została tu stacja kolejowa Friedrischshutte, która otrzymała nazwę od jednego z działów produkcyjnych zakładu przerobu surówki.
15 października 1885 Sporysz został włączony do żywieckiego okręgu szkolnego. 22 maja 1889 został wystosowany wniosek o utworzenie w miejscowości szkoły ludowej poprzez powołanie na jej terenie Szkoły Filialnej. 30 grudnia 1893 zwrócono się z prośbą do dyrekcji państwa żywieckiego o przyznanie na budowę placówki parceli przy Świątkowicach jako najkorzystniejszej lokalizacji dla Sporysza i Obszaru. Od dyrekcji otrzymano zgodę na zakup cegieł po obniżonej cenie. Kolejna propozycja lokalizacji budynku przy obecnej ul. Kopernika została przedstawiona 11 lutego 1894. Po budowie szkoły, już 16 czerwca 1901 powstał plan jej powiększenia. 8 stycznia 1908 zawnioskowano o przeformowanie placówki z dwuklasowej w czteroklasową. 
Sporysz w końcu XIX wieku dzielił się na:
- Isep – obszar położony na południe od Żywca, w rejonie ujścia Koszarawy do Soły[19]
- Obszar – część położona na północ od rzeki Koszarawy, w okolicy hut żelaza Fryderyka (Friedrichshutte) i Wilhelma (Wilhelmshutte) oraz stacji kolejowej „Friedrichshütte”. Za nimi zlokalizowane były trzy stawy[9]
- Nowowieś – rejon znajdujący się u podnóży wzgórza Grojec[9]

W 1905 miała miejsce demonstracja robotnicza, w której udział wzięli pracownicy z Żywca oraz podmiejskich miejscowości w liczbie około 2000 osób. Manifestacja przeszła z miasta do okolic fabryki w Sporyszu.
5 grudnia 1907 z inicjatywy członków Kółka Rolniczego w Sporyszu powstała Ochotnicza Straż Pożarna. W latach 1924–1935 został wybudowany dla niej nowy budynek remizy, rozbudowany w latach 1984–1989.
W 1908 powstała w Sporyszu Arcyksiążęca Rafineria i Wolny Skład Spirytusu. Gorzelnia w latach 1914–1921 nie prowadziła produkcji z uwagi na działania wojenne, a później trudności w dostępie do potrzebnych do wytwarzania spirytusu produktów rolnych. Działalność wznowiła 1 stycznia 1922 dzięki umowie na dostawę płodów rolnych zawartej z Zarządem Państwowym Dóbr Żywieckich i od tej pory do końca 1926 zakład był dzierżawiony przez Fabrykę Wódek i Likierów Wilhelma Glasnera w Ispie. Zakład stał się częścią Ogólnopaństwowej Organizacji Przemysłu Spirytusowego.
W 1909 w związku z małą opłacalnością prowadzenie produkcji w sporyskim zakładzie przerobu surówki zostało wstrzymane. W 1910 fabryka została odkupiona przez oświęcimską spółkę i przekształcona w Pierwszą Galicyjską Fabrykę Śrub, Nitów i Nakrętek, która rozpoczęła działalność w 1911.
Sporysz pozostawał celem wycieczek poza miasto dla mieszkańców Żywca. Z uwagi na to organizowane tu były pikniki i zabawy z akompaniamentem orkiestry oraz działały restauracje plenerowe Za Grapą i w Kamieniołomie. Jadano również w restauracji „U Kubicy”. Z uwagi na rozciągające się z okolicznych gór panoramy widokowe, organizowano wyjścia na Grojec oraz Łyskę. Funkcjonowały także kręgielnie.
W 1921 powstał projekt przyłączenia do Żywca miejscowości Sporysz, Isep, Stary Żywiec i Zabłocie. Inicjatywie tej sprzeciwił się Wydział Powiatowy, który obawiał się utraty wpływów z podatków z tych miejscowości na rzecz Żywca. Do pomysłu odnosiły się niechętnie również władze miejskie. W latach 1921–1939 nastąpiła parcelacja gruntów należących do Habsburgów, w tym majątku w Sporyszu. 
Według Pierwszego Powszechnego Spisu Ludności z 1921 Sporysz liczył 1887 mieszkańców, z czego 1790 katolików rzymskich, 69 żydów, 26 ewangelików oraz 2 grekokatolików. 1824 mieszkańców miejscowości podało narodowość polską, 32 – niemiecką, 22 – żydowską, a 9 osób – inną niż wymienione. Z ogółu ludności miejscowości 1147 osób zamieszkiwało główną część wsi (1137 katolików rzymskich i 10 żydów, wszyscy narodowości polskiej), 402 osoby mieszkały w przysiółku Obszar (375 katolików rzymskich, 18 ewangelików, 8 żydów i 1 grekokatolik, z czego 373 Polaków, 20 Niemców i 9 Żydów), a 338 osób — w Wyszymieściu (279 katolików rzymskich, 51 żydów, 8 ewangelików i 1 grekokatolik, z czego 304 Polaków, 22 Żydów i 12 Niemców).
17 maja 1928 w Sporyszu powstał oddział Towarzystwa Uniwersytetu Robotniczego. Jego siedziba znajdowała się na terenie fabryki śrub i skupiał on tamtejszych pracowników. Oddział prowadził amatorskie kółko teatralne, które wystawiało przestawienia w miejscowej restauracji „U Kubicy”.
Sporysz do 1934 stanowił gminę jednowioskową. W 1934 roku utworzona została gmina Sporysz, w skład której poza siedzibą weszły wsie: Czernichów, Isep, Moszczanica, Międzybrodzie Żywieckie, Oczków, Pewel Mała, Przyłęków, Świnna, Trzebinia i Zadziele.

### II wojna światowa

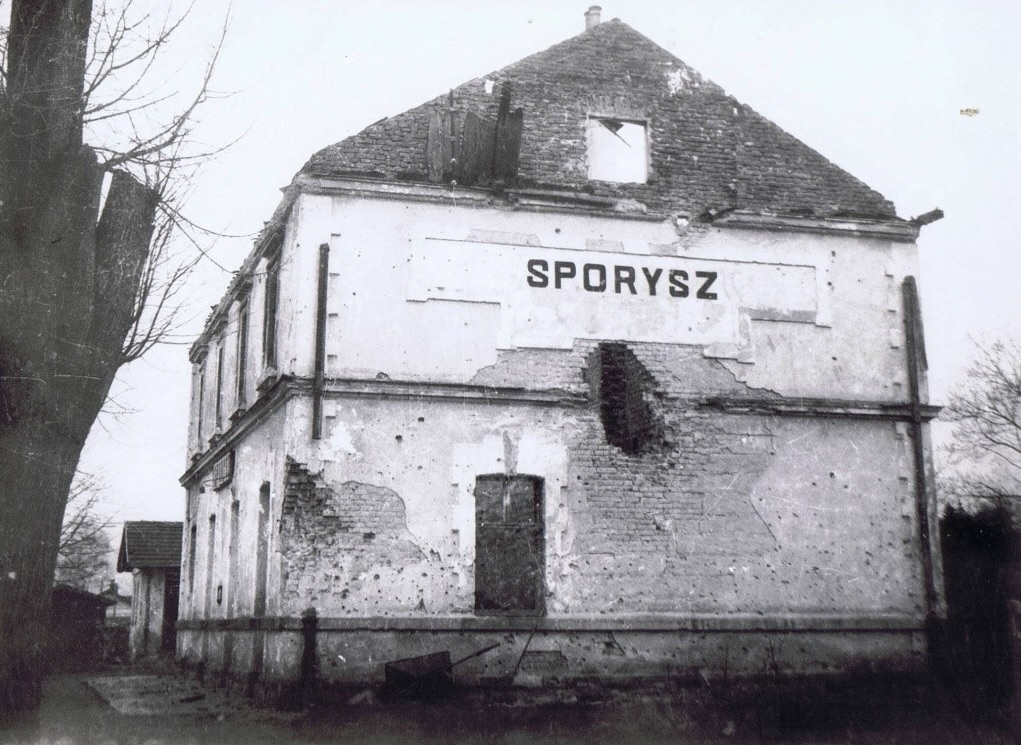
Zniszczony dworzec kolejowy w 1945

Po rozpoczęciu II wojny światowej we wrześniu 1939 w domu kapitana Wenancjusza Zycha miało miejsce zebranie organizacyjne w celu powołania konspiracyjnego związku walki zbrojnej przeciwko okupantowi, w którym wzięli udział również arcyksiążę Karol Olbracht oraz właściciel dóbr łodygowickich Otton Klobus. Organizacja powstała w listopadzie 1939 na kolejnym spotkaniu w domu kapitana Zycha jako jej dowódcy. Należeli do niej również podchorążowie: Jan Urbaniec (ps. Ponton"), Jan Bernacik, zbigniew Tyczkowski, i Karol Staszkiewicz, sierżanci: Stanisław Góra (ps. "Sęp") i Edward Miodoński (ps. "Longinus") oraz starszy sierżant Wojciech Galica (ps. "Jeleń"), Maria Zych (ps."Sołtysianka"), Aleksandra Zych (ps. "Kulka"), Wenancjusz Zych (ps. "Harnaś"), i Maria Gąsiorek (ps."Wierna").
25 października 1939 na czas okupacji Sporysz został częściowo włączony w granice miasta Żywiec, podobnie jak Isep i Zabłocie. Rozpoczęło się prześladowanie mniejszości żydowskiej, a ostatecznie wysiedlenie jej członków do getta w Suchej, a stamtąd do obozu zagłady Auschwitz-Birkenau.
W 1939 miejscowa szkoła powszechna została przekształcona w „Volksschule” z polskim językiem wykładowym. W budynku szkoły odbywały się również konspiracyjne spotkania członków Armii Krajowej. Kierownikiem placówki w okresie wojennym pozostawał Jan Mituś. Miało tu jednak także miejsce tajne nauczanie. Do grona nauczycielskiego należeli: Teodor Pawłowicz (matematyka, fizyka, łacina), Walenty Augustynowicz (biologia), dr Helena Podkulska (język polski), Kazimiera Białkówka (biologia, chemia).
W wyniku działań frontowych w 1945 zniszczony został budynek dworca kolejowego, uszkodzone zostały również budynki Fabryki Śrub wraz ze znajdującym się w nich wyposażeniem. W ochronę zakładu przed pożarem zaangażowani byli jego pracownicy.

### Okres powojenny

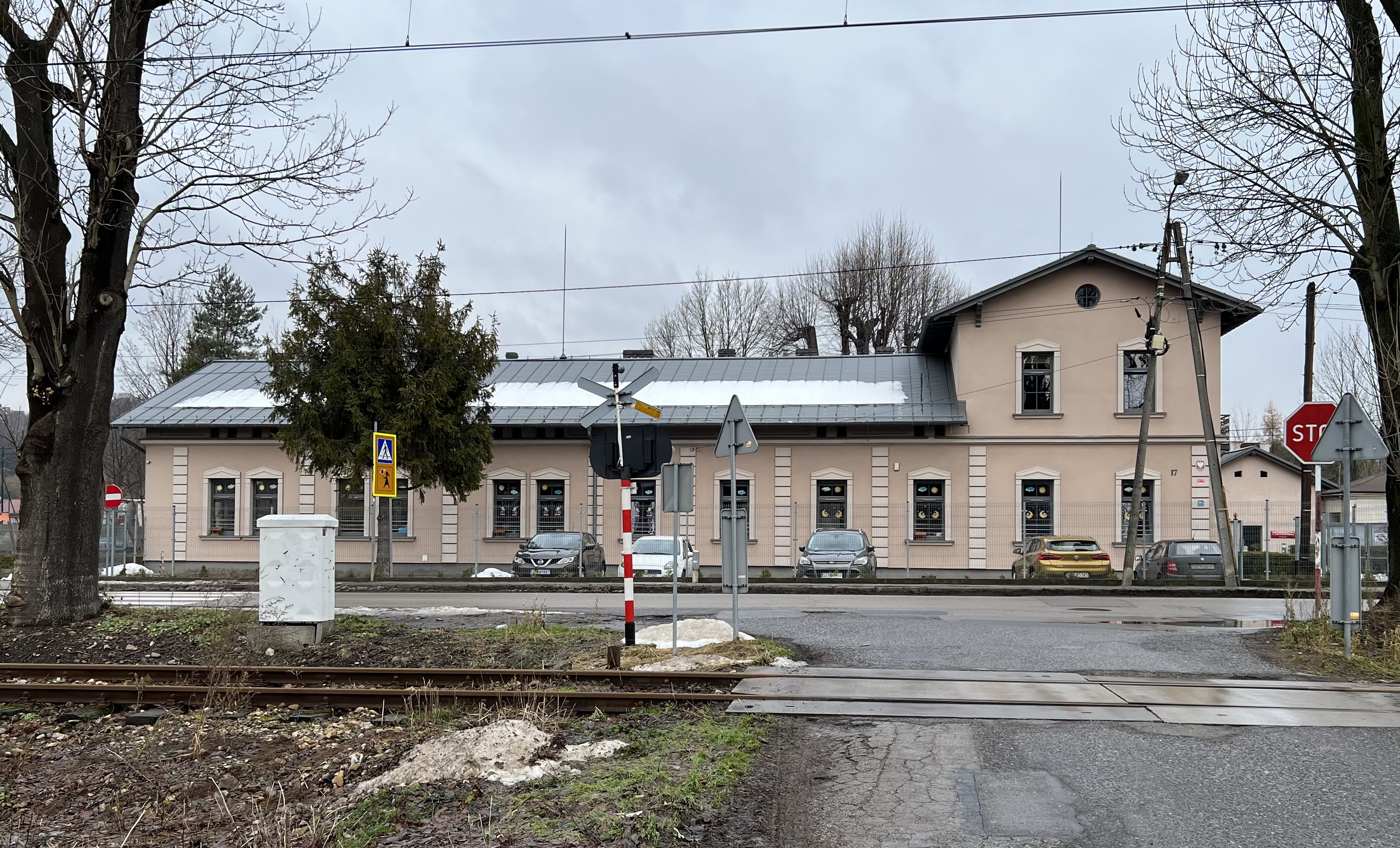
Przedszkole nr 8, uruchomione 29 maja 1949

W 1945 po zakończeniu wojny Fabryka Śrub pozostawała w znacznym stopniu zniszczona, wobec czego przystąpiono do jej remontu, produkcja została wznowiona jeszcze w tym samym roku. Rozebrany został zrujnowany budynek dworca kolejowego.
W 1946 uruchomiono kursy śrubiarskie i bursę. Na ich bazie 1 września 1947 we wsi powstała trzyletnia Szkoła Przyzakładowa Przysposobienia Przemysłowego, w której początkowo naukę rozpoczęło 60 uczniów. W 1949 było ich już 200. Od początku 1949 przystąpiono do budowy internatu, który otwarto 13 grudnia 1949. W 1951 nazwa szkoły została zmieniona na Państwową Szkołę Przemysłową. 3 czerwca 1951 dokonano otwarcia jej nowej siedziby przy ul. Grunwaldzkiej z sześcioma salami, warsztatami oraz szatnią. 1 września 1952 placówka została przekształcona w Technikum Mechaniczne i Zasadniczą Szkołę Metalową Ministerstwa Hutnictwa. W 1957 otwarto tu dodatkowo Technikum dla Pracujących, a w 1972 – Liceum Zawodowe i Zasadniczą Szkołę Zawodową Dokształcającą. Od 1973 doszły również dwuletnie klasy zawodowe przeznaczone dla absolwentów Szkoły Podstawowej Specjalnej. Z uwagi na rozwój placówki budynek stał się zbyt mały, w związku z czym szkoła w 1975 została przeniesiona ze Sporysza do kolejnej siedziby położonej na Osiedlu 700-lecia w dzielnicy Śródmieście, gdzie działa jako Zespół Szkół Mechaniczno-Elektrycznych. W dawnym internacie szkoły umieszczono biura Oddziału Zaopatrzenia Robotniczego (OZR) fabryki śrub.
W 1949 przy śrubiarni powstało przedszkole oraz Stacja Opieki nad Matką i Dzieckiem.

### Sporysz jako dzielnica Żywca

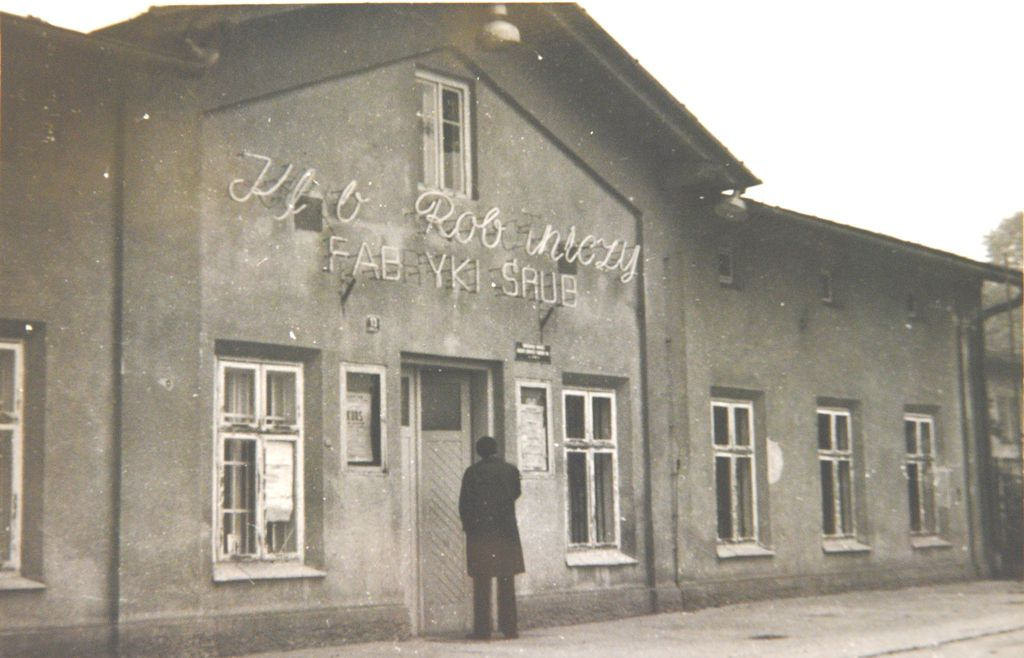
Klub Robotniczy Fabryki Śrub, lata 70. XX w.

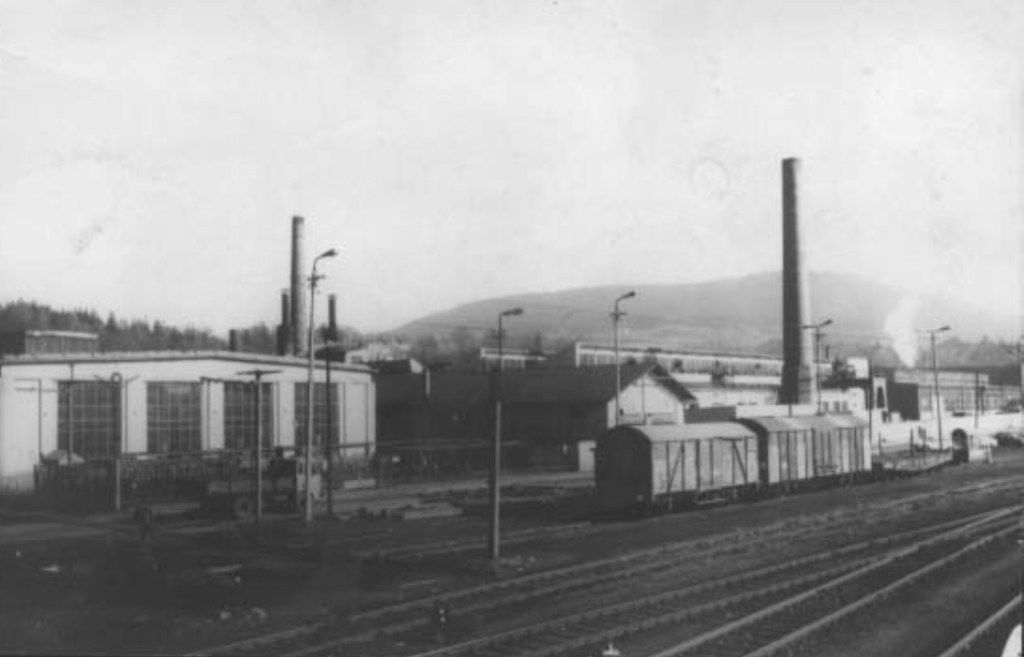
Żywiecka Fabryka Śrub „Śrubena”, lata 80. XX w.

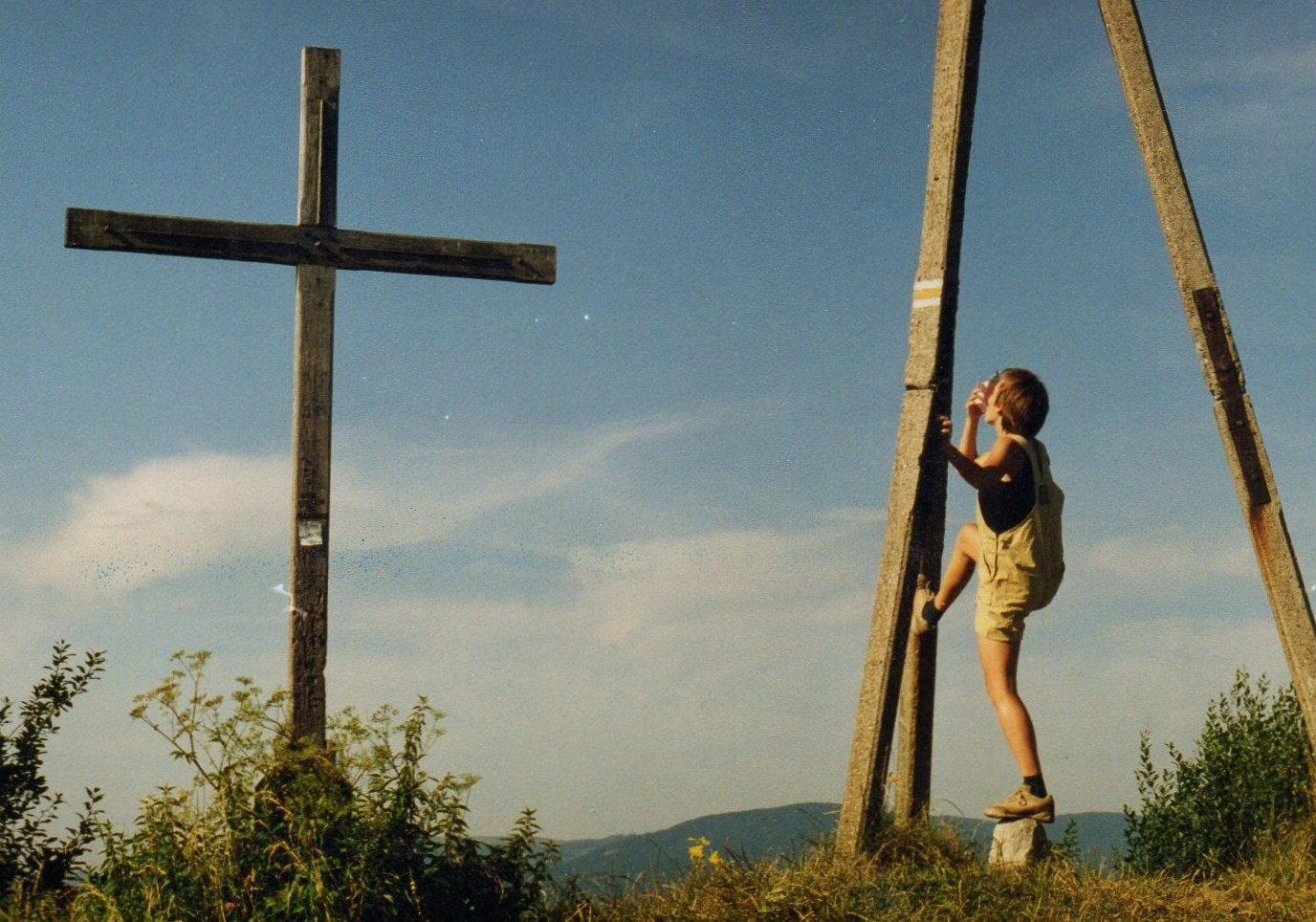
Krzyż na szczycie Wielkiego Grojca w lipcu 1997

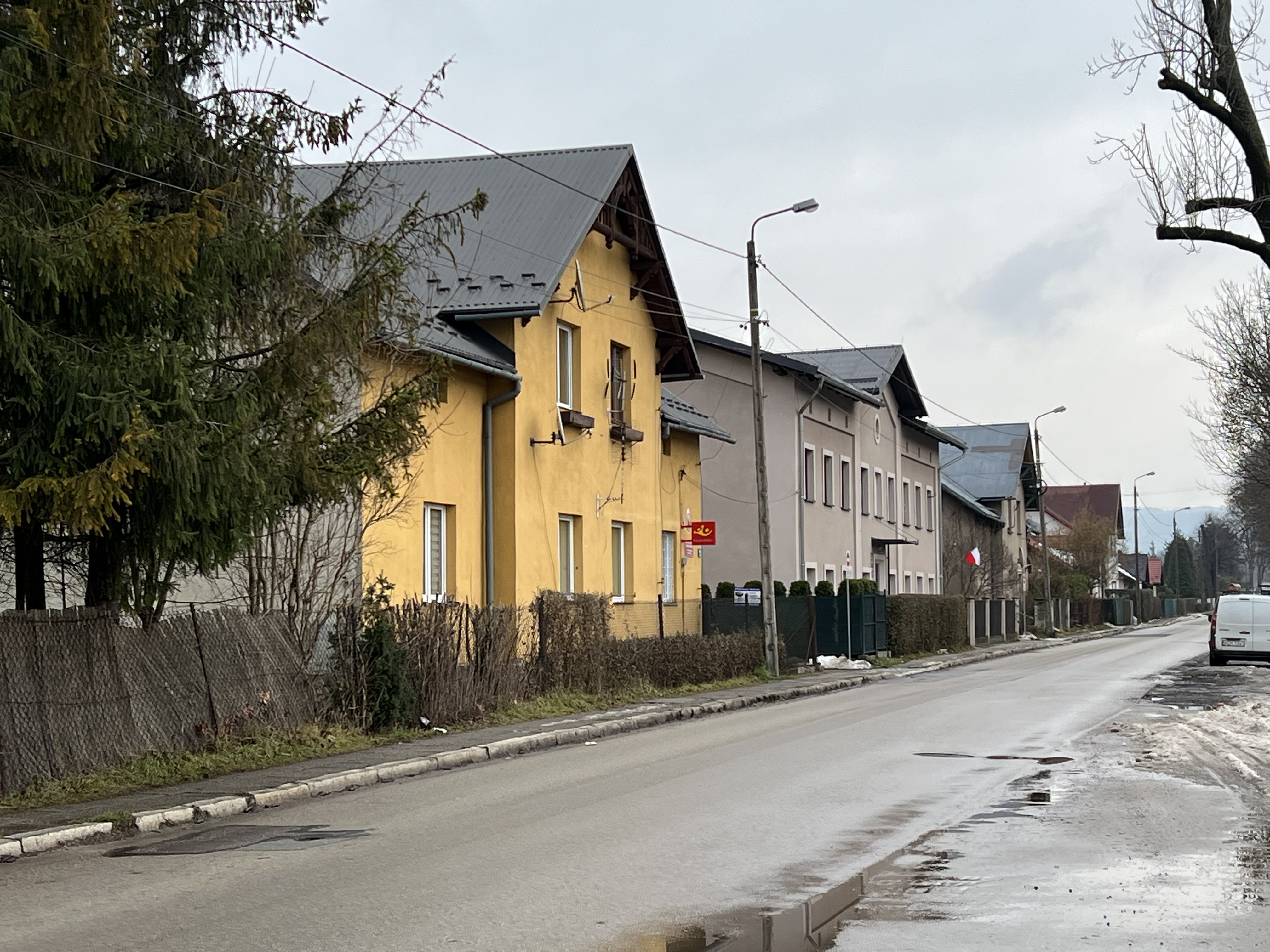
Osiedle robotnicze przy ul. Grunwaldzkiej

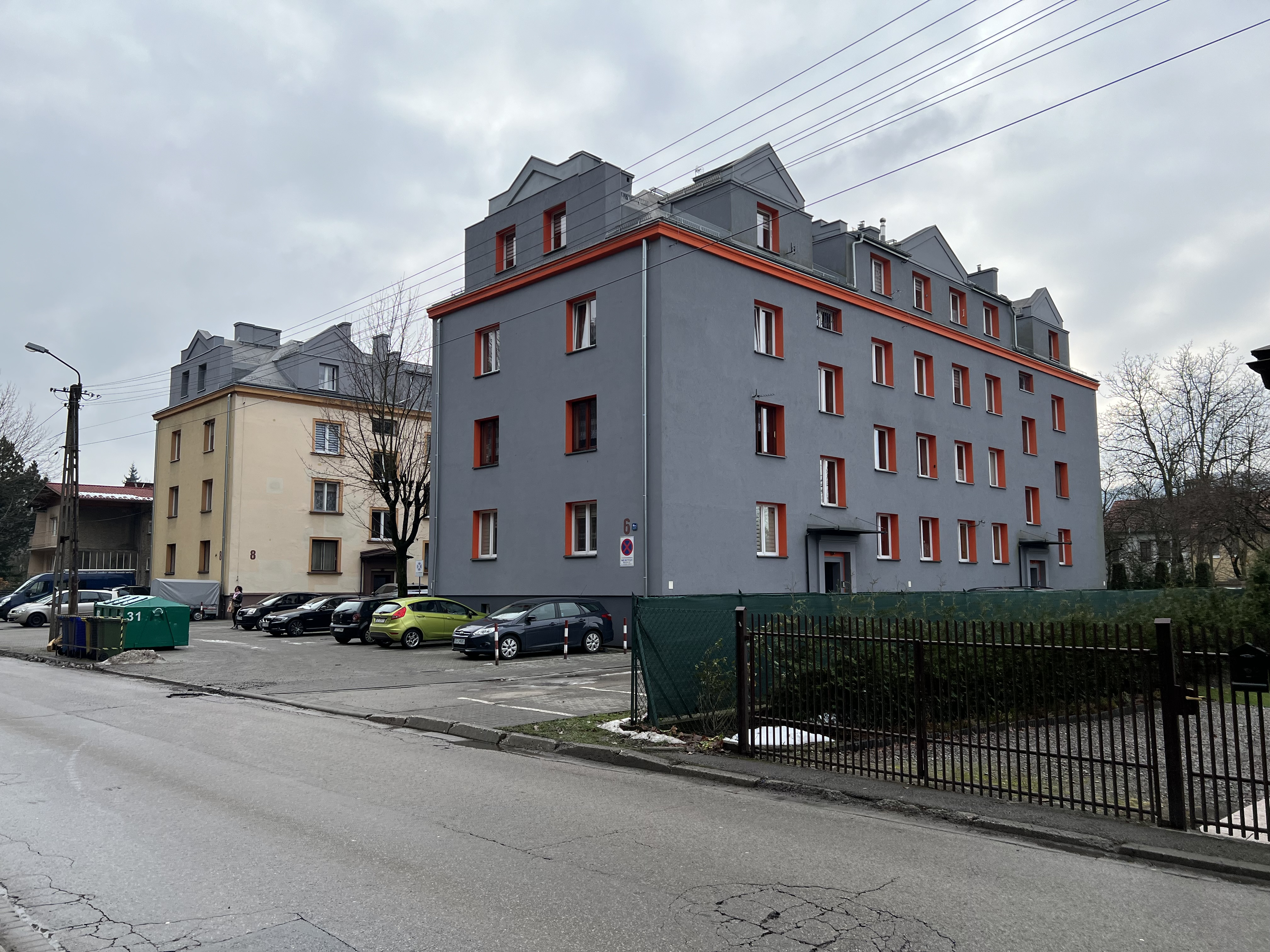
Osiedle mieszkaniowe przy ul. Grunwaldzkiej

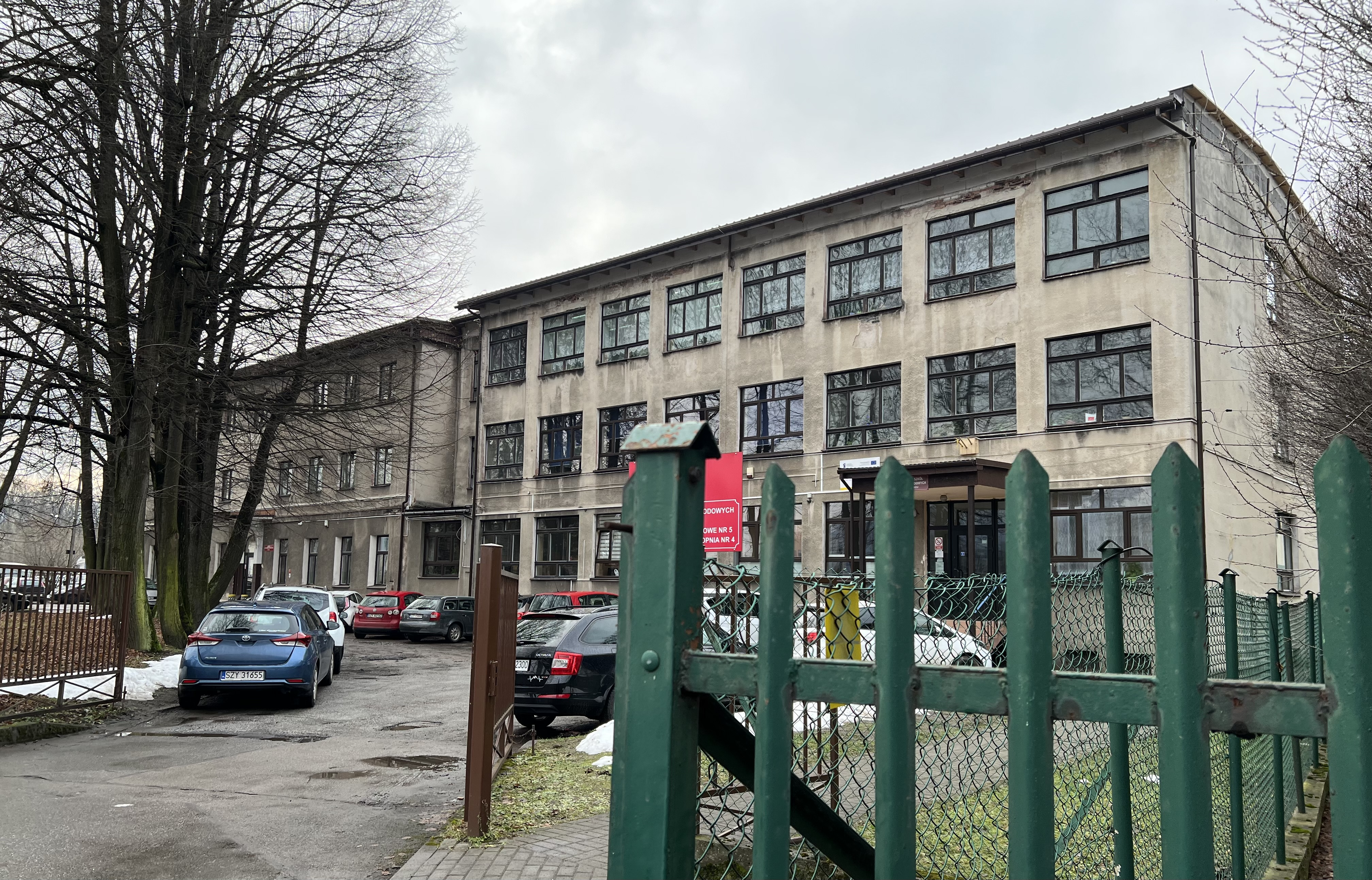
Zespół Szkół Samochodowych

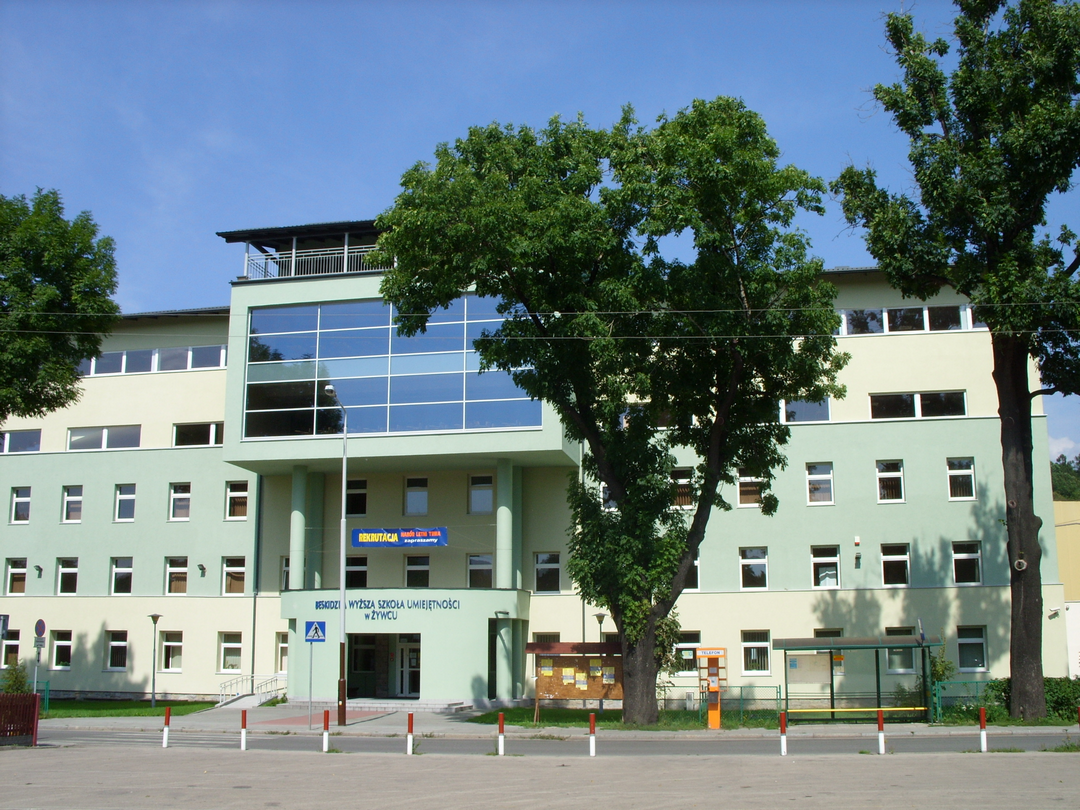
Siedziba Beskidzkiej Wyższej Szkoły Umiejętności, otwarta w 2003

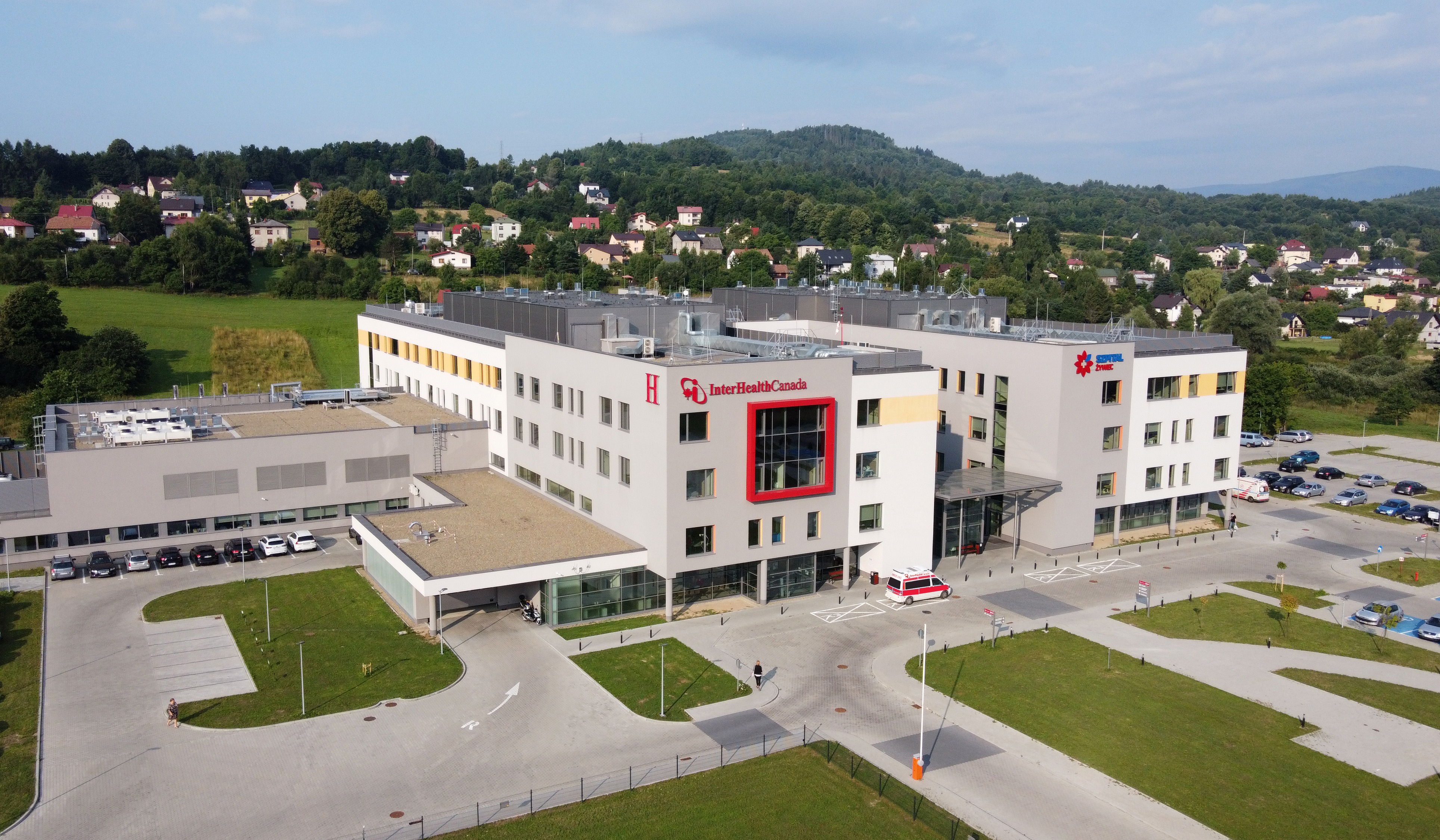
Szpital Żywiec, uruchomiony w 2020

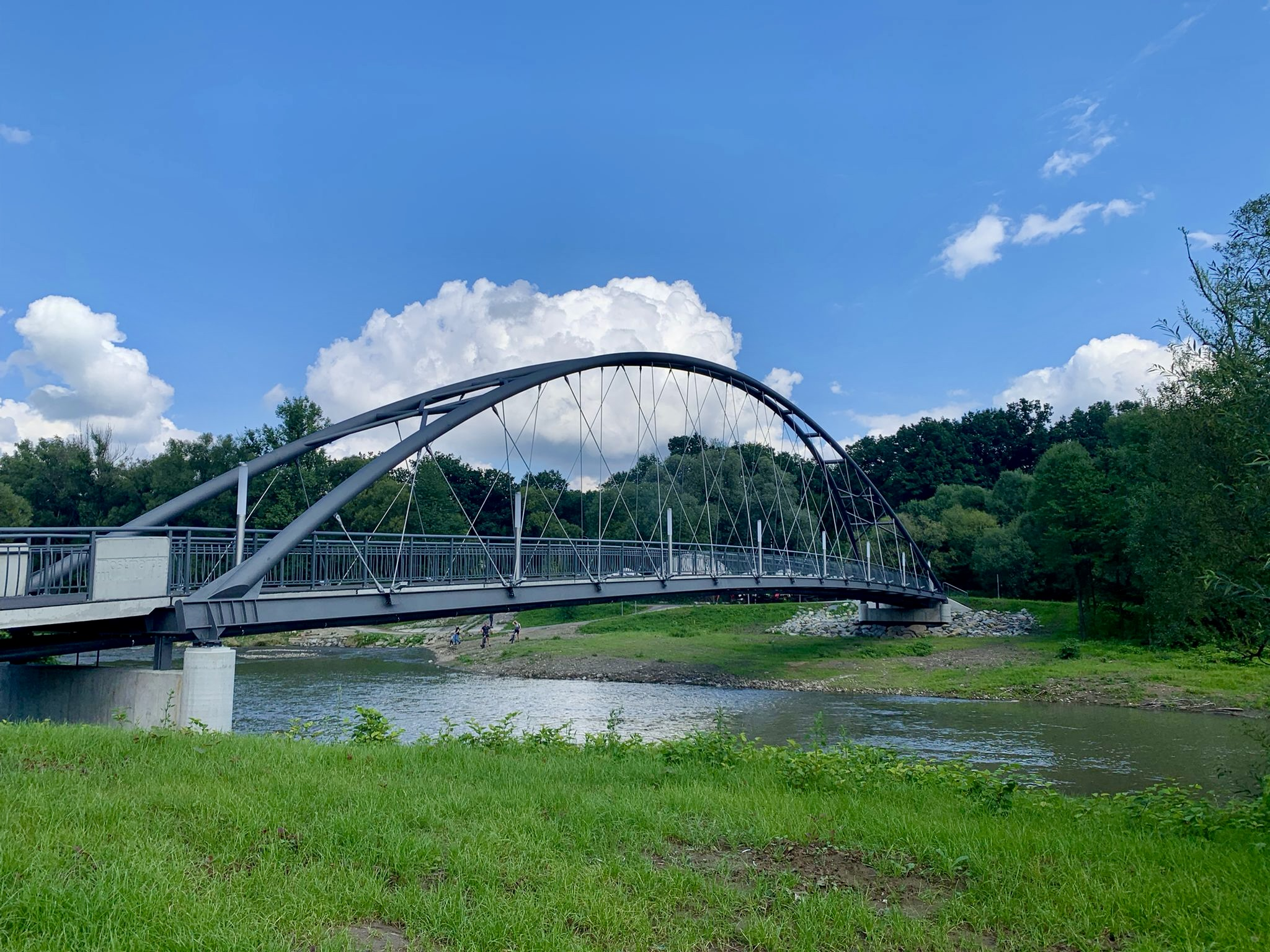
Kładka na Koszarawie, wybudowana w 2023

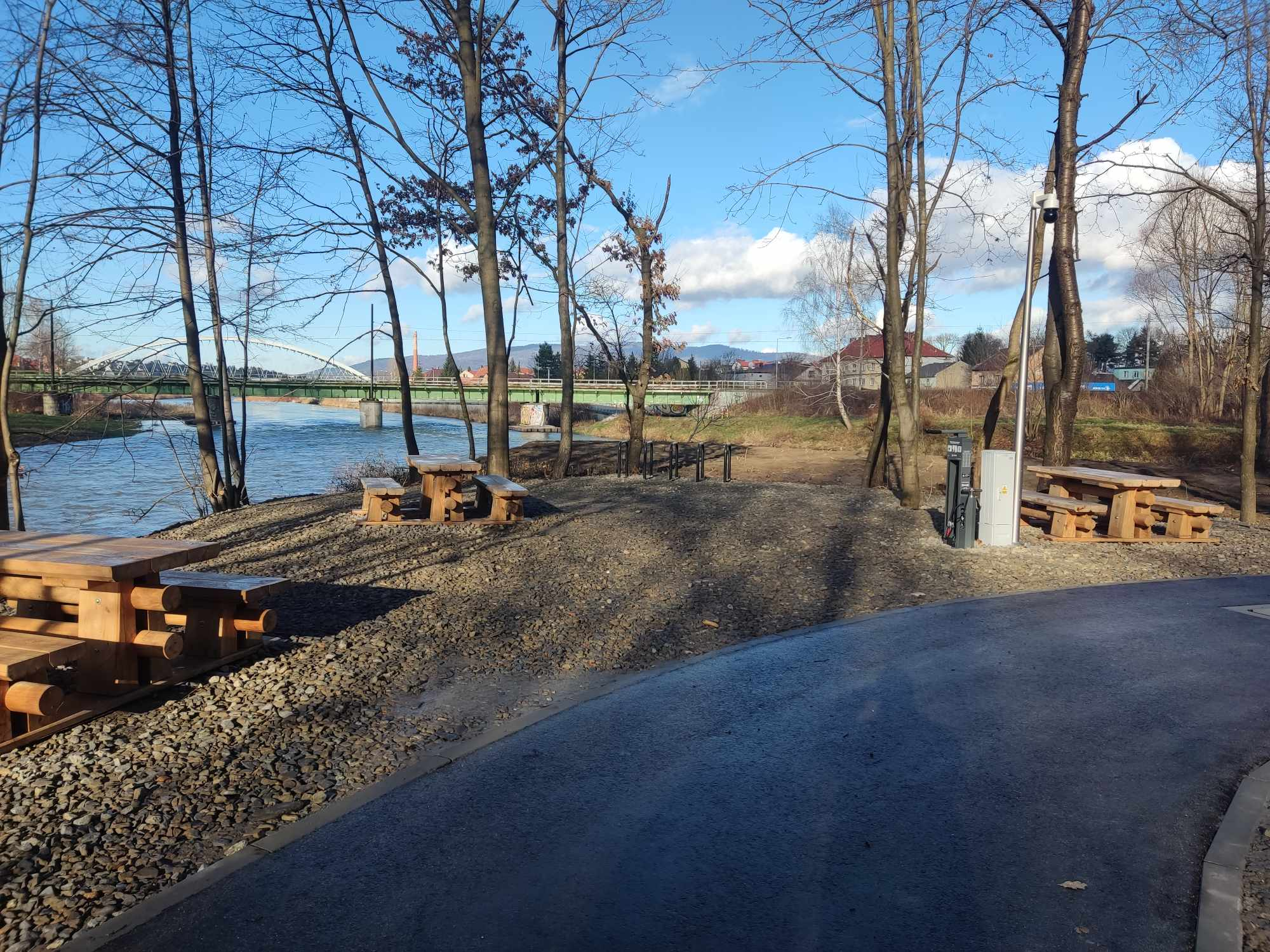
Teren rekreacyjny u zbiegu Soły i Koszarawy, powstały w 2023

1 stycznia 1950 wieś Sporysz została włączona w granice Żywca razem z miejscowościami Isep, Kocurów, Pawlusie i Zabłocie.
Do 1950 na terenie Sporysza doszło do budowy czterech nowych bloków mieszkalnych, z których każdy posiadał po 6 mieszkań. Planowane wówczas było powstanie kolejnych 40 takich budynków.
W lipcu 1952 przystąpiono do budowy kościoła Chrystusa Króla, w którą zaangażowany był ks. Zdzisław Dzidek, nauczyciel religii w Szkole Podstawowej nr 3 i duszpasterz kaplicy „Pod Obszarem”. 6 sierpnia 1958 Sporysz uzyskał w strukturach archidiecezji krakowskiej status rektoratu, który objął również Świnną i Trzebinię. W tym samym roku ukończona została budowa głównej części świątyni. 6 lipca 1967 rektorat został przekształcony w parafię.
W 1955 została otwarta baza PKS w Sporyszu. Przy niej w 1961 rozpoczęła działalność Szkoła Zawodowa Przyzakładowa PKS Oddział w Żywcu, której siedziba znajdowała się początkowo w nowym budynku Szkoły Podstawowej nr 3. Zajęcia praktyczne odbywały się w stacji obsługi Oddziału PKS. Następnie szkoła przeniosła się do pomieszczeń na parterze w starym budynku Szkoły Podstawowej nr 3 przy ulicy Kopernika, gdzie lekcje odbywały się do 1966. Wtedy Prezydium Powiatowej Rady Narodowej przeznaczyło dla Oddziału PKS parterowy budynek dawnej oficyny dworskiej przy ul. Grunwaldzkiej 10, wchodzącej w skład zabudowań historycznego majątku Obszar. Pełniła ona wcześniej funkcje mieszkalne – znajdowały się tam cztery dwupokojowe lokale. Po wyburzeniu części ścian wewnętrznych pozyskano dwie sale lekcyjne, biuro oraz skład pomocy naukowych. W 1967 rozpoczęto rozbudowę obiektu, a prowadzenie zajęć przeniesiono na ten czas do sali wydzielonej z części szatni pracowniczej PKS. Prace zakończono rok później. Dobudowane zostały dwa piętra, z których pierwsze mieściło sale lekcyjne, a drugie – hotel dla kierowców z mieszkaniem służbowym. Parter został przeznaczony na stołówkę zakładową i świetlicę. W 1975 utworzono dodatkowo Technikum dla Pracujących, a w 1978 działalność rozpoczęło Liceum Zawodowe. Wraz ze wzrostem liczby oddziałów szkolnych postanowiono o kolejnej rozbudowie. W 1979 rozpoczęto dobudowę nowej części budynku od strony północnej, zakończoną w 1982. Placówka pozyskała wówczas kolejne sześć sal lekcyjnych, pomieszczenia administracyjne, gabinet higienistki oraz dla obsługi. 12 kwietnia 1979 wszystkie jednostki szkolne zostały połączone w Zespół Szkół Samochodowych Oddziału Państwowej Komunikacja Samochodowej w Żywcu. W 1985 w skład zespołu weszło też nowo uruchomione Technikum Samochodowe. 
W dniach 21–22 czerwca 1955 z uwagi na wezbranie wody w rzece Koszarawa został zniszczony tzw. Most Sporyski zlokalizowany w ciągu ul. Sporyskiej, zalaniu uległo również 80 ha ziemi uprawnej na terenie dzielnicy. Do odbudowy przeprawy doszło w 1956. W 1957 otwarto remizę straży pożarnej przy Fabryce Śrub.
W 1958 na działce przejętej z zasobów Państwowego Funduszu Ziemi rozpoczęta została budowa nowego obiektu dla szkoły podstawowej zlokalizowanej dotychczas przy ul. Kopernika. Nową siedzibę, którą wzniesiono otwarto 4 grudnia 1960.
W lutym 1965 uruchomiono pierwszą część Zakładu Uzdatniania Wody przy ul. Kopernika. W latach 60. XX wieku na oberżach dzielnicy doszło także do budowy kilku pierwszych bloków mieszkalnych tworzących Osiedle Pod Grapą. W 1979 została tam otwarta filia nr 4 Miejskiej Biblioteki Publicznej, która powstała w wyniku adaptacji pralni w piwnicy jednego z budynków. Z powodów niespełniania wymogów lokalowych, została ona zlikwidowana w 1991. W 2004 biblioteka miejska, już pod nazwą Żywiecka Biblioteka Samorządowa, przejęła od domu kultury „Śrubka” prowadzenie tamtejszej biblioteki, która stała się jej filią nr 2 w Żywcu-Sporyszu.
W 1966 przystąpiono do budowy siedziby Szkoły Specjalnej przy ul. Kopernika. Oprócz części szkolnej, powstała tu sala gimnastyczna, zaplecze socjalne, jak również internat. Obiekt został oddany do użytku we wrześniu 1968.
W latach 1971–1973 na miejscu rozebranego przedwojennego dworca kolejowego doszło do budowy nowoczesnego, przeszklonego budynku dworcowego, stanowiącego parterowy pawilon.
W 1974 rozpoczęta została budowa Osiedla Kopernika oraz Osiedla Reymonta.
W 1975 po przeniesieniu Technikum Mechanicznego do nowej siedziby w Śródmieściu, obiekt będący dotychczasowy miejscem jego działalności położony w Sporyszu przy ul. Grunwaldzkiej został przejęty przez Medyczne Studium Zawodowe, które prowadziło do tej pory zajęcia w baraku po dawnym internacie przy I Liceum Ogólnokształcącym. Studium zostało wówczas przekształcone w Zespół Szkół Medycznych, który tworzyły Medyczne Studium Zawodowe i Liceum Medyczne. Placówka pozyskała także internat przy ul. Kopernika. W 1991 zostało tu uruchomione dodatkowo II Liceum Ogólnokształcące. Liceum Medyczne zostało zamknięte w 1996 i od tej pory w skład Zespołu Szkół Medycznych wchodziło Medyczne Studium Zawodowe oraz II Liceum Ogólnokształcące. W 1997 dokonano zmiany nazwy na Zespół Szkół Medycznych i Ogólnokształcących. Medyczne Studium Zawodowe funkcjonowało do 31 stycznia 2003. Od tego czasu w budynku prowadziło działalność jedynie II Liceum Ogólnokształcące im. Jana Komorowskiego. W 2009 zostało zlikwidowane poprzez połączenie z I Liceum Ogólnokształcącym.
W 1995 na szczycie Grojca ustawiony został krzyż papieski, który podczas wizyty papieża Jana Pawła II znajdował się na Osiedlu 700 lecia.
11 marca 1999 na mocy decyzji Rady Miejskiej w Żywcu powstało tu Gimnazjum nr 3. 1 września 1999 rozpoczął się pierwszy rok nauki w nowej placówce, a 22 października 2002 roku odbyła się uroczystość nadania jej imienia Cypriana Kamila Norwida, przekazania sztandaru i ślubowania klas pierwszych. Siedziba gimnazjum znajdowała się na I i II piętrze budynku Szkoły Podstawowej nr 3 przy ul. Marii Curie-Skłodowskiej 2. Gimnazjum zostało zlikwidowane wraz z reformą systemu oświaty z 2017.
Budynek Beskidzkiego Przedsiębiorstwo Produkcji Leśnej „Las” przy ul. Żwirowej został wykupiony przez Skarb Państwa, a następnie przekazany Starostwu Powiatowemu. Po rozpoczętych w 2000 pracach remontowych i adaptacyjnych został w nim w 2003 otwarty oddział dla przewlekle chorych żywieckiego Zespołu Zakładów Opieki Zdrowotnej.
W 2003 do dawnego biurowca Fabryki Śrub w Sporyszu przy ul. Grunwaldzkiej 5 z pomieszczeń Zespołu Szkół Drzewnych i Leśnych w Nowym Zamku została przeniesiona otwarta w październiku 2000 Beskidzka Wyższa Szkoła Turystyki, działająca następnie od 1 września 2006 pod nazwą Beskidzka Wyższa Szkoła Umiejętności w Żywcu i funkcjonująca do około 2015. Po likwidacji uczelni jej dotychczasowy budynek został sprzedany i użytkuje go Szkoła Podstawowa i Liceum Ogólnokształcące Mistrzostwa Sportowego Żywieckiej Akademii Piłki Nożnej.
8 października 2010 został otwarty nowy Most Sporyski w ciągu ul. Sporyskiej. Od 2 lipca 2012 trwały również prace w zakresie przebudowy Mostu Trzebińskiego, znajdującego się w śladzie ul. Isep, którego konstrukcja została naruszona podczas powodzi w 2010. Po zakończeniu prac został on udostępniony do ruchu 22 grudnia 2013.
W listopadzie 2015 rozpoczęła się budowa nowego Szpitala Powiatowego, zlokalizowanego w przy ul. Pola Lisickich. Otwarcie nowej siedziby placówki miało miejsce 21 września 2020, a 24 września rozpoczęto tu przyjmowanie pacjentów.
2 kwietnia 2023 miało miejsce przekazanie placu pod budowę nowej kładki nad rzeką Koszarawa, prowadzącej do amfiteatru, mającej zastąpić dotychczasową przeprawę. Obiekt został ukończony po kilku miesiącach, a uroczystość jego otwarcia odbyła się 17 czerwca 2023.
14 sierpnia 2023 otwarte zostało rondo na skrzyżowaniu ulic Kopernika i Isep. 30 listopada 2023 decyzją Rady Miejskiej otrzymało ono nazwę Ronda NSZZ „Solidarność”.
21 sierpnia 2023 miało miejsce rozpoczęcie prac nad powstaniem kładki łączącej Sporysz i Zabłocie. W ramach inwestycji powstały również ścieżki pieszo-rowerowe wraz z elementami małej architektury, prowadzące od kładki na Koszarawie przez cypel na ujściu Koszarawy do Soły oraz nowo budowaną przeprawę do ul. Tetmajera w Zabłociu w stronę węzła przesiadkowego przy ul. Słonki, jak również za boiskiem Czarni Góral do istniejącej kładki na Leśniance przy skrzyżowaniu ul. Tetmajera z ul. Leśnianka. Kładka została oddana do użytku 1 stycznia 2024.
Na mocy uchwały Rady Miejskiej z dnia 14 grudnia 2023 most w ciągu ulicy Isep otrzymał imię Wandy Miodońskiej.

## Zabytki

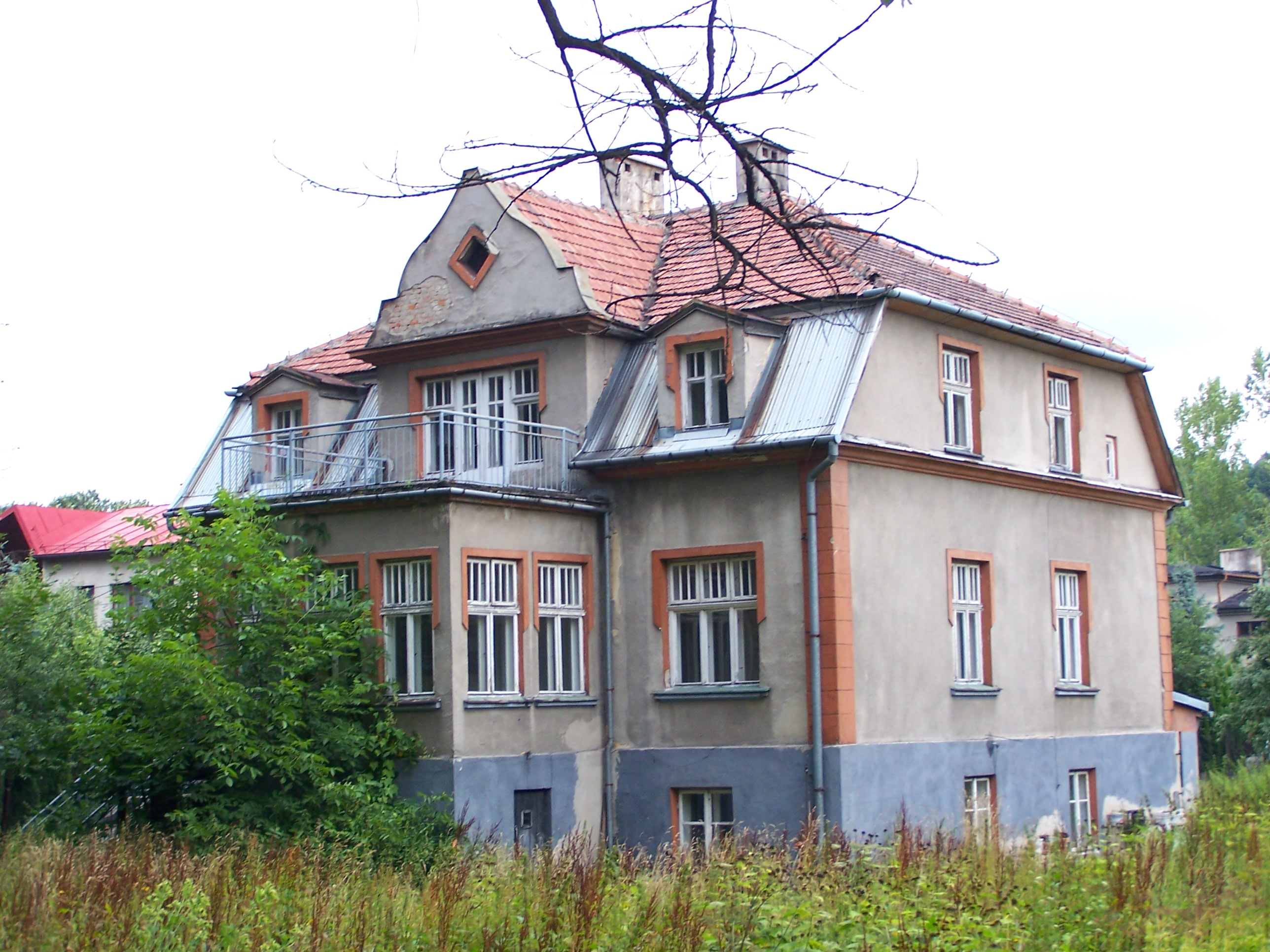
Willa przy ul. Kopernika

Do zabytków na terenie dzielnicy wpisanych do rejestru Wojewódzkiego Urzędu Ochrony Zabytków w Katowicach należą ruiny zamku na Grojcu.
Ponadto w miejskiej ewidencji zabytków znajdują się obiekty z terenu dzielnicy niewpisane do rejestru wojewódzkiego, objęte ochroną konserwatorską. Należą do nich: kościół Chrystusa Króla wraz z plebanią, kaplica Podwyższenia Krzyża Świętego, kapliczka przy ul. Isep 9, dwie kapliczki przy ul. Kopernika, figura Chrystusa Nazareńskiego przy ul. Sporyskiej 136a, kapliczka „Upadający Chrystus” przy ul. Sporyskiej, budynki Fabryki Śrub przy ul. Grunwaldzkiej 9 oraz ul. Grobla 19, dawny piec wapienniczy przy ul. Grojec i stara siedziba Szkoły Podstawowej nr 3 przy ul. Kopernika 5.
Do miejskiej ewidencji zabytków wpisane są ponadto zabytkowe budynki mieszkalne i gospodarcze zlokalizowane przy ul. Curie-Skłodowskiej, ul. Grapa, ul. Grojec, ul. Grobla, ul. Grunwaldzkiej, ul. Habdasówka, ul. Isep, ul. Kilińskiego, ul. Kolistej, ul. Kopernika, ul. Kwiatowej, ul. Łąkowej, ul. Nad Stawem, ul. Okrężnej, ul. Partyzantów, ul. Piaskowej, ul. Podgórskiej, ul. Reja, ul. Reymonta, ul. Skargi, ul. Sporyskiej, ul. Wspólnej i ul. Żwirowej.

## Turystyka

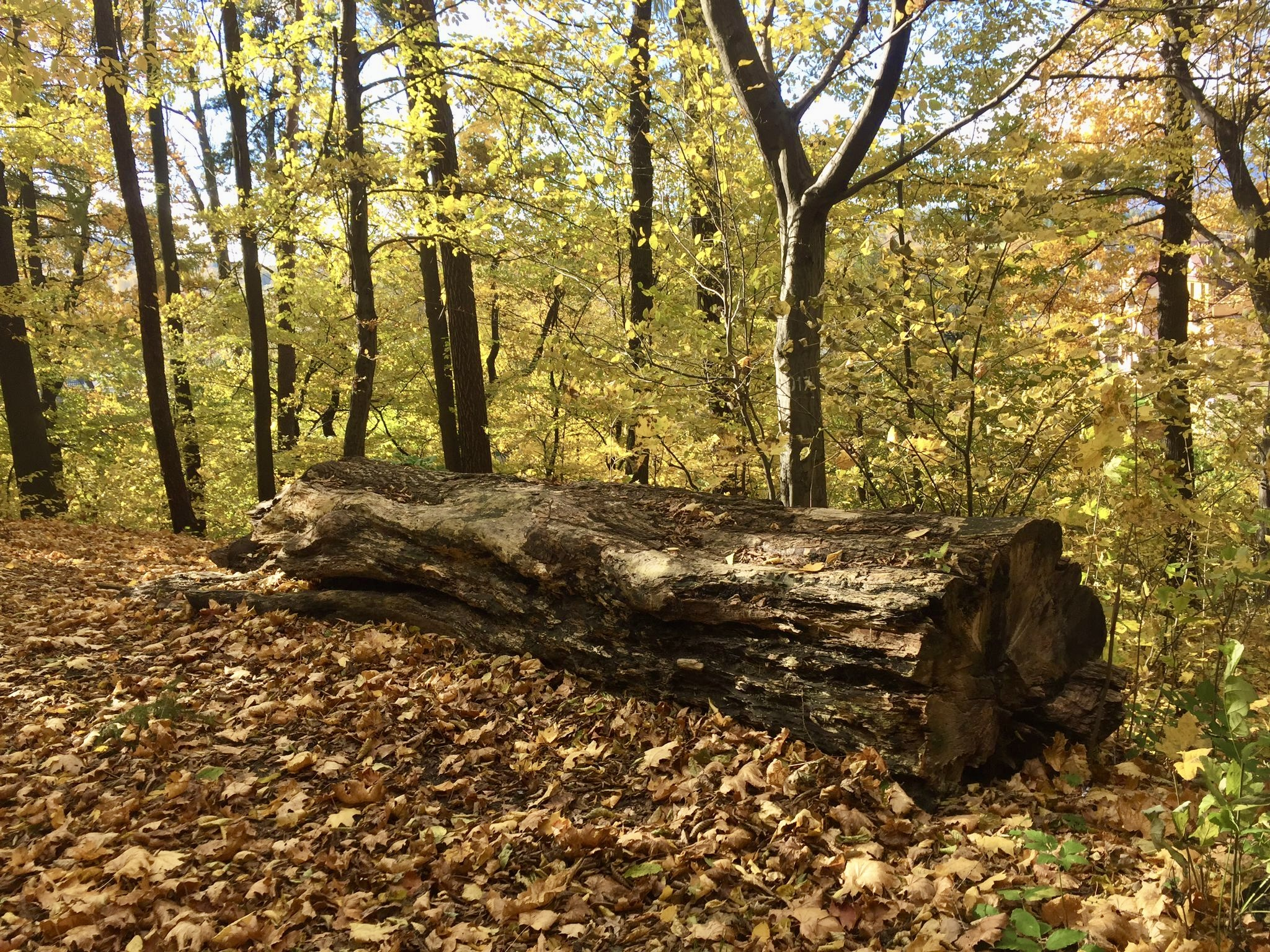
Rezerwat przyrody Grapa

Na terenie Sporysza znajdują się następujące szlaki turystyczne:
- Żywiec Rynek – Trzebinia – Tokarka – Przełęcz U Poloka – Sopotnia Mała – Romanka – Schronisko „Słowianka” – Bystra[75]
- Rynek w Żywcu – Grojec – Browar[76]
- „Szlak Wyzwolenia Żywca” Sporysz – Moszczanica – Żywiec[77]

W mieście wytyczony został szereg szlaków spacerowych. Przez Sporysz przebiegają:
- Szlak Właścicieli Miasta Żywca – łączy dworzec kolejowy, kościół św. Floriana, ulicę Dworcową, most na Sole, ulicę Kościuszki, Park Zamkowy, Amfiteatr, Grojec i browar[78]
- Szlak Papieża Jana Pawła II – prowadzi przez Rynek, konkatedrę wraz z dzwonnicą, oficyny zamkowe, Park Zamkowy, Grojec do Sporysza[78]
- Przyrodniczy Szlak Spacerowy po Żywcu – przebiega z Rynku poprzez konkatedrę, dzwonnicę i park do rezerwatu przyrody „Grapa” i dzielnicy Sporysza[78]

Przez dzielnicę biegnie także ścieżka dydaktyczno-przyrodnicza „Wzgórze Grojec” oraz wzdłuż brzegu Jeziora Żywieckiego i rzeki Soły. W celu ułatwienia ich zwiedzania, powstała dedykowana dla nich aplikacja mobilna.

## Kultura

### Miejskie Centrum Kultury
W Sporyszu prowadzą działalność dwie filie Miejskiego Centrum Kultury – Klub „Śrubka” oraz Klub „Globik/Senior+”.

#### Klub „Śrubka”

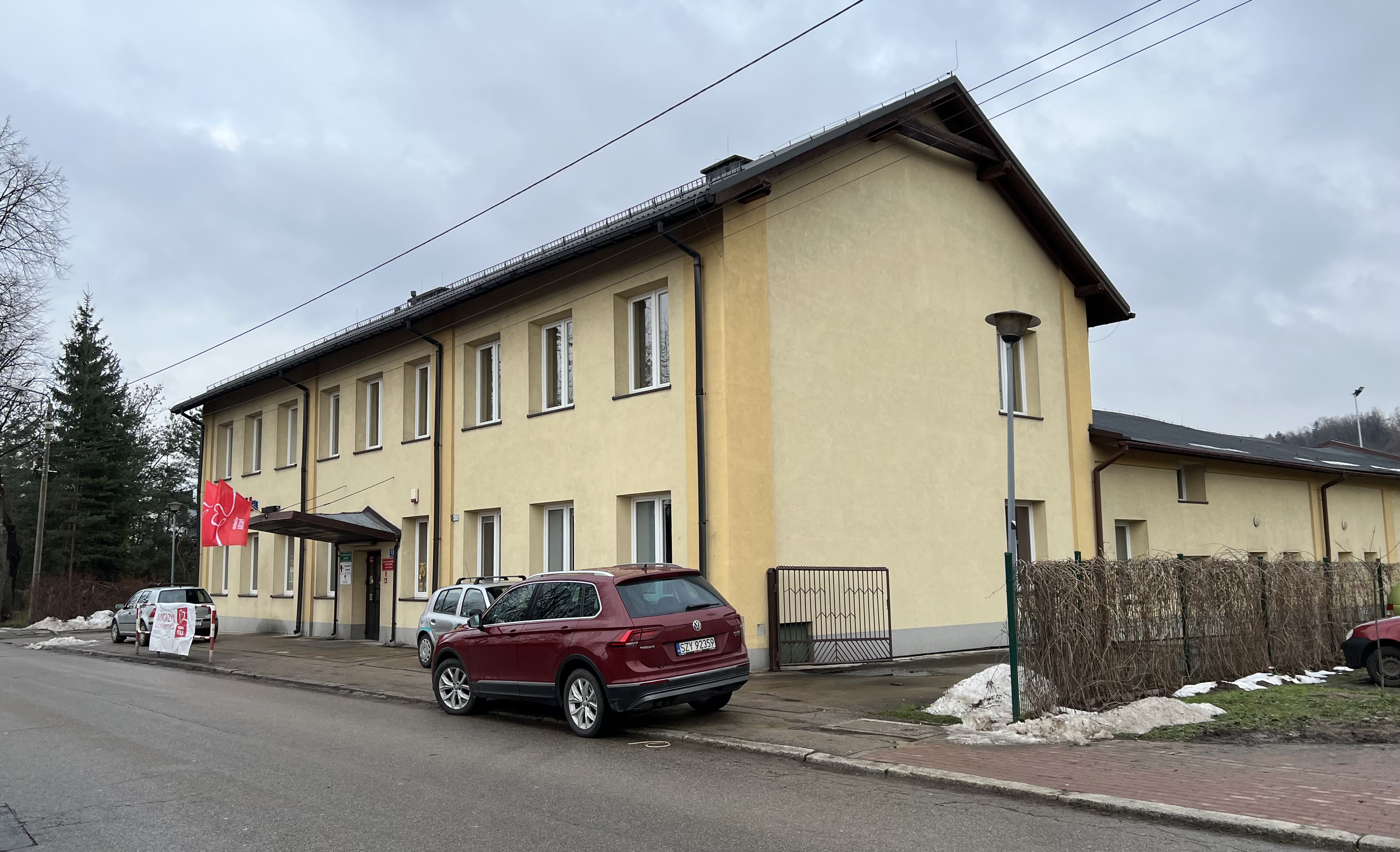
Klub „Śrubka”

Klub Śrubka znajduje się przy ul. Grunwaldzkiej 13. Zajmuje on budynek dawnej restauracji „U Kubicy”, gdzie od 1929 wystawiane były przedstawienia kółka teatralnego pracowników Fabryki Śrub, działającego w ramach Towarzystwa Uniwersytetu Robotniczego. W 1947 powstała świetlica zakładowa dla pracowników wraz z biblioteką. Jej pierwszym kierownikiem został Bronisław Olbert. Przy świetlicy działalność prowadził zespół teatralny, jak również teatr amatorski, zespoły muzyczne, chór, pracownia fotograficzna i modelarska oraz kino. W latach 50. XX wieku świetlica uzyskała status Domu Kultury. W latach 70. XX wieku powstał tu pierwszy na terenie miasta Kabaret „Drabina”, powołano Oddział Miejski Towarzystwa Kultury Teatralnej oraz studio piosenki i Amatorki Klub Filmowy „Nakrętka”. Wprowadzono zajęcia nauki tańca. W końcówce tego dziesięciolecia z uwagi na zły stan techniczny siedziby Domu Kultury, a w związku z tym zagrożenie likwidacją, przystąpiono do remontu budynku i jego rozbudowy o nowe piętro. Prace zakończono początkiem lat 80. XX wieku. Rozwinięto wówczas działalność placówki o organizowanie projekcji wideo, telewizję satelitarną, imprezy edukacyjne w zakresie turystyki „Biesiada Turystyczna”, wprowadzono także zajęcia z rytmiki, aerobiku i callaneticsu. Organizowano recitale, spektakle i spotkania ze znanymi artystami. W późniejszym czasie mieściła się tu również redakcja lokalnego radia „VIS”. W latach 90. XX wieku placówka przeszła pod zarząd Urzędu Miejskiego w Żywcu, po kilku latach weszła ona w skład należącego do miasta Żywieckiego Ośrodka Kultury. Następnie stała się częścią instytucji miejskiej o nazwie „Zespół Zamkowo–Parkowy”, by po jej likwidacji zostać włączona do Miejskiego Centrum Kultury. 

#### Klub „Globik/Senior+”
Klub „Globik” mieści się przy ul. Sporyskiej 37. 29 stycznia 2018 została przy nim zainaugurowana działalność klubu seniora.

#### Miejska Orkiestra Dęta
W budynku Klubu „Śrubka” znajduje się siedziba Towarzystwa Przyjaciół Żywieckiej Orkiestry Dętej, które prowadzi Żywiecką Orkiestrę Dęta. Orkiestra ta została utworzona przełomie lat 1947–1948 i początkowo działała przy Fabryce Śrub. Stanowi jeden z zespołów Miejskiego Centrum Kultury.

#### Amfiteatr
U podnóży wzgórza Grojec znajduje się amfiteatr należący do Miejskiego Centrum Kultury, gdzie prowadzone są wydarzenia wydarzeń kulturalne, rozrywkowe i rekreacyjne. Obiekt posiada 3000 miejsc siedzących. Jego budowa rozpoczęła się w 1980 i początkowo mieścił 1500 oglądających. Z czasem została przeprowadzona jego rozbudowa, prace ukończono w lipcu 2014.

### Biblioteka
W budynku przy ul. Grunwaldzkiej 13 działa filia nr 2 Żywieckiej Biblioteki Samorządowej, funkcjonująca do 1954 jako biblioteka zakładowa Fabryki Śrub.

## Edukacja

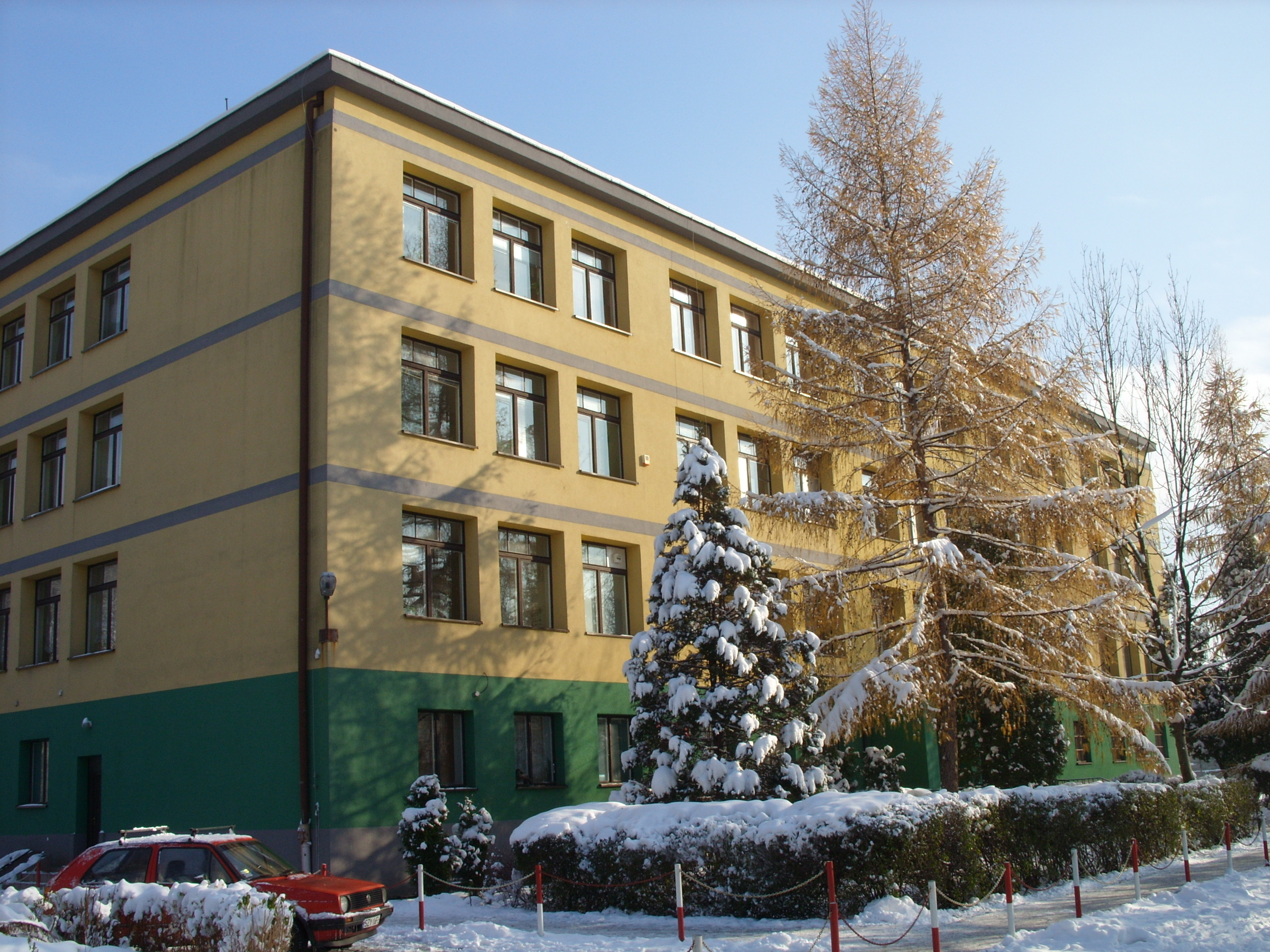
Szkoła Podstawowa nr 3

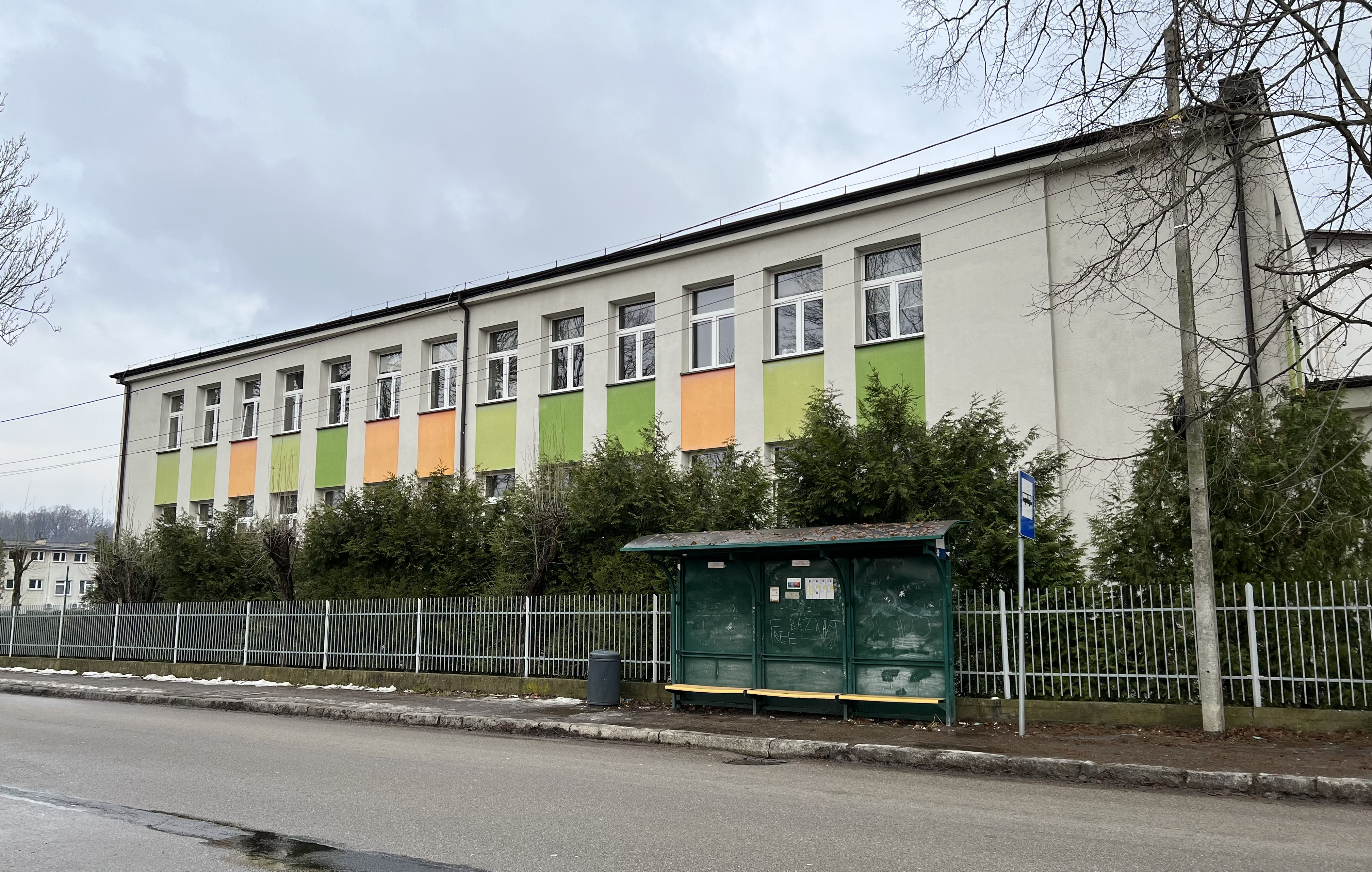
Zespół Szkół Technicznych i Leśnych

### Przedszkola
- Przedszkole nr 6 przy ul. Sporyskiej 37[90]
- Przedszkole nr 8 przy ul. Grunwaldzkiej 17[90]

### Szkoły podstawowe
- Szkoła Podstawowa nr 3 im. Adama Mickiewicza przy ul. Marii Curie-Skłodowskiej 2[90]
- Specjalny Ośrodek Szkolno-Wychowawczy – Szkoła Podstawowa nr 10 przy ul. Kopernika 77[91][92]
- Szkoła Podstawowa Mistrzostwa Sportowego Żywieckiej Akademii Piłki Nożnej przy ul. Grunwaldzkiej 5[57]

### Szkoły średnie
- Zespół Szkół Technicznych i Leśnych przy ul. Grunwaldzkiej 9 – szkoła została przeniesiona na obecne miejsce w 2013 z poprzedniej siedziby mieszczącej się w Nowym Zamku[93].
- Zespół Szkół Samochodowych przy ul. Grunwaldzkiej 10 – powstał w roku 1961, kiedy to utworzono Zasadniczą Szkołę Zawodową przy Przedsiębiorstwie Państwowym PKS w Żywcu. W 1985 roku uruchomione zostało pięcioletnie Technikum Samochodowe. Obecną nazwę szkoła otrzymała w 1993 roku[94].
- Specjalny Ośrodek Szkolno-Wychowawczy – Branżowa Szkoła I stopnia nr 6 przy ul. Kopernika 77[92][95] – rozpoczęła działalność w 2003 jako zasadnicza szkoła zawodowa, w 2017 została przekształcona w szkołę branżową I stopnia[96].

## Przemysł

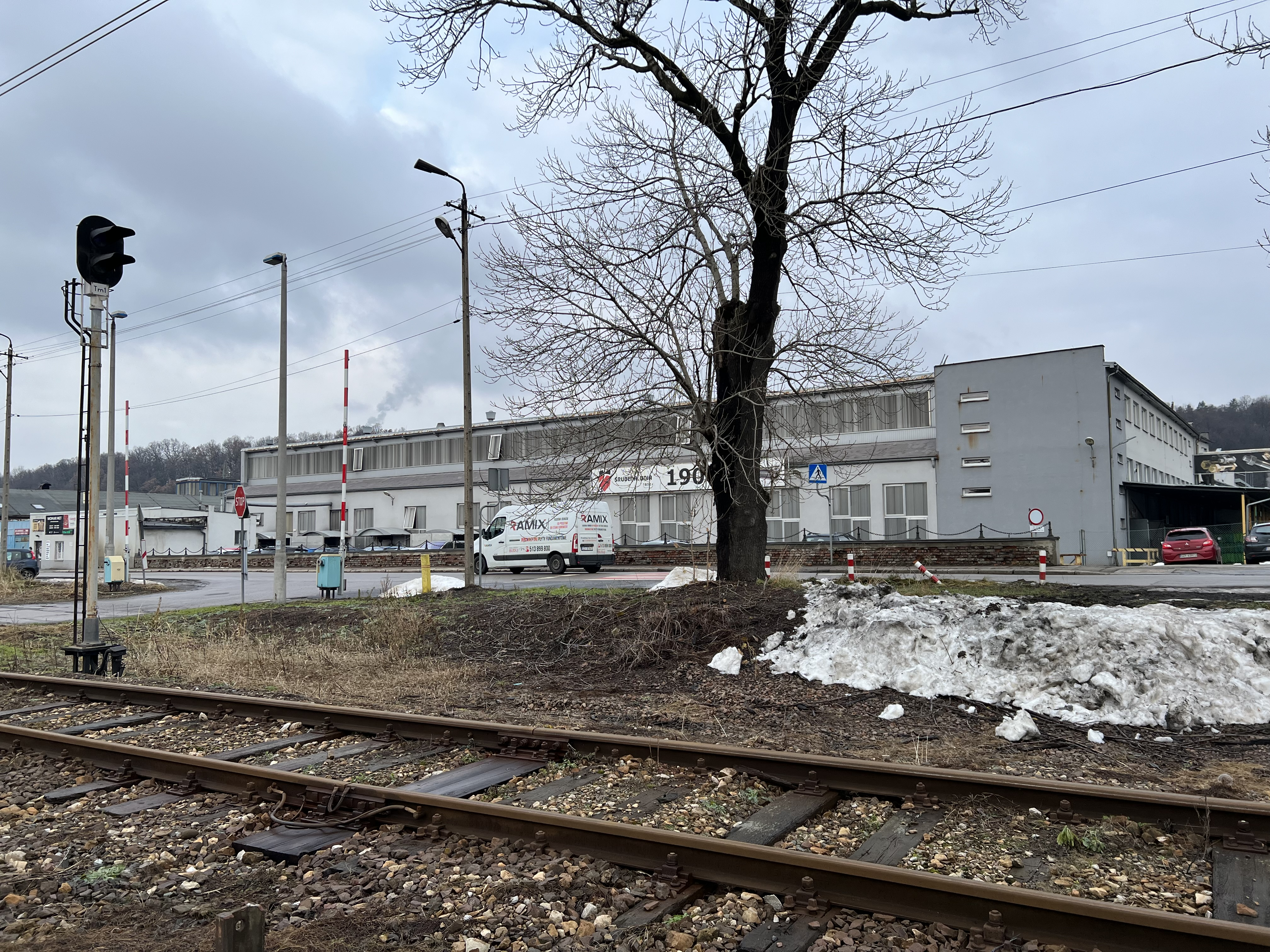
Żywiecka Fabryka Śrub „Śrubena”

Wraz z rozwojem przemysłu w XIX wieku w Sporyszu ulokował się szereg zakładów przemysłowych. Były to należące do Habsburgów: fabryka kleju, mąki kostnej i kwasu siarkowego oraz fabryka wyrobów z drewna (parkiet, skrzynki i pędzle). Na terenie folwarku ulokowana była gorzelnia i rektyfikatornia. 
W 1930 roku działały ponadto rafineria spirytusu, wytwórnia wódek i zakład produkujący dywany.
W 1844 roku została przez Karola Ludwika Habsburga została założona Huta Fryderyka. Pracowały tam kuźnice, walcownie i cynkownia blachy. W 1895 roku zakład połączono z fabrykami w Trzyńcu i kopalniami węgla w Karwinie. W 1900 roku hutę kupiło Austriackie Towarzystwo Górniczo-Hutnicze w Wiedniu. W 1910 roku zakład sprzedano „Pierwszej Galicyjskiej Fabryce Śrub Nitów i Nakrętek w Oświęcimiu”. Od tego czasu do chwili obecnej fabryka działa w branży śrubiarskiej, współcześnie jako Żywiecka Fabryka Śrub „Śrubena Unia”.

## Religia

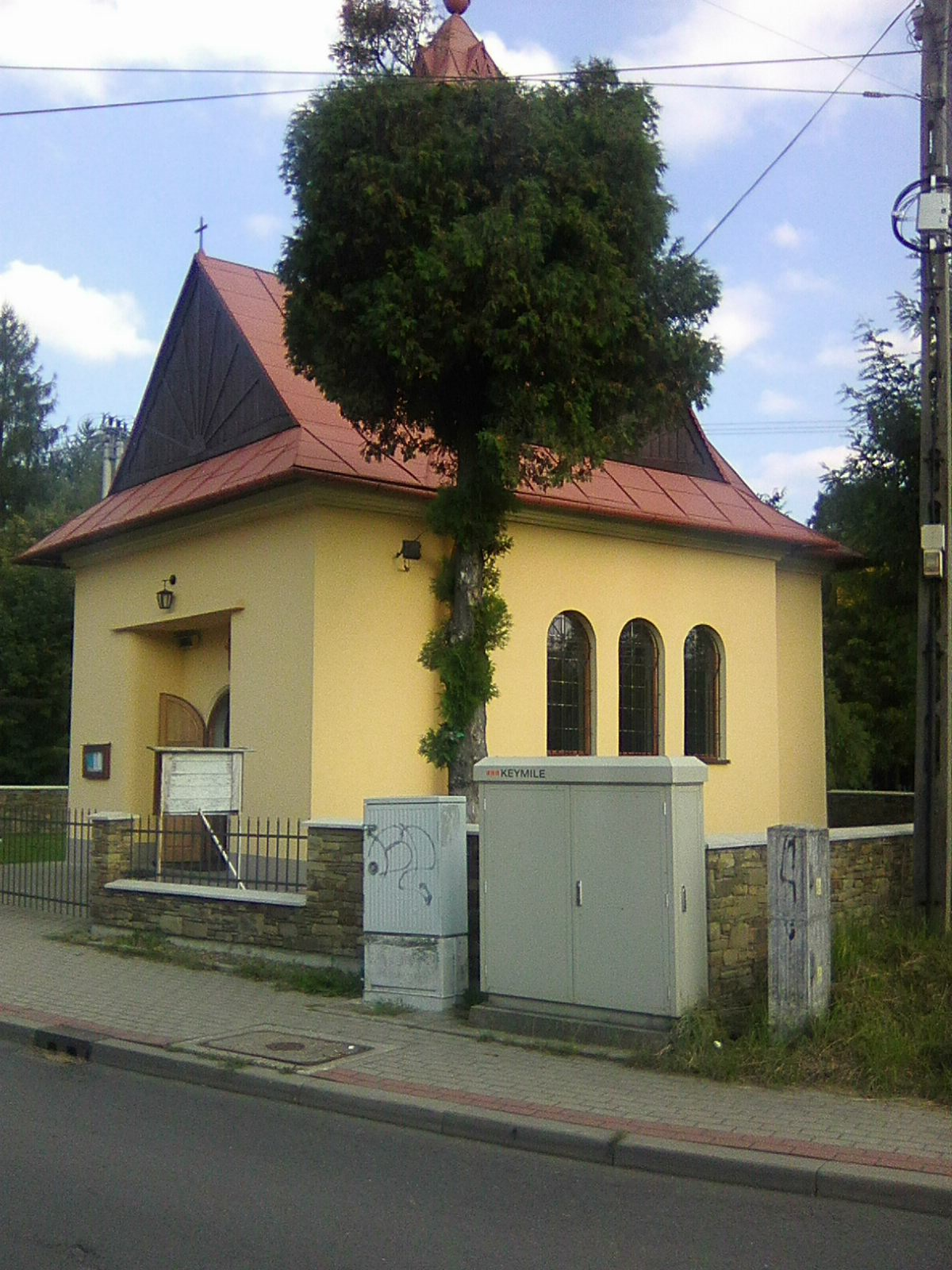
Kaplica Podwyższenia Krzyża Świętego

### Kościół rzymskokatolicki
Na terenie dzielnicy działalność prowadzi parafia Chrystusa Króla, która powstała 6 sierpnia 1958 jako rektorat, a 6 lipca 1967 uzyskała status parafii. Należy do niej kościół Chrystusa Króla, jak również kaplica Podwyższenia Krzyża Świętego. W obu świątyniach msze sprawowane są w każdą niedzielę.

### Świadkowie Jehowy
Przy ul. Partyzantów znajduje się sala królestwa Świadków Jehowy. Odbywają się w niej zebrania dwóch zborów – Żywiec Południe oraz Żywiec Zachód.

## Komunikacja

### Główne ciągi komunikacyjne

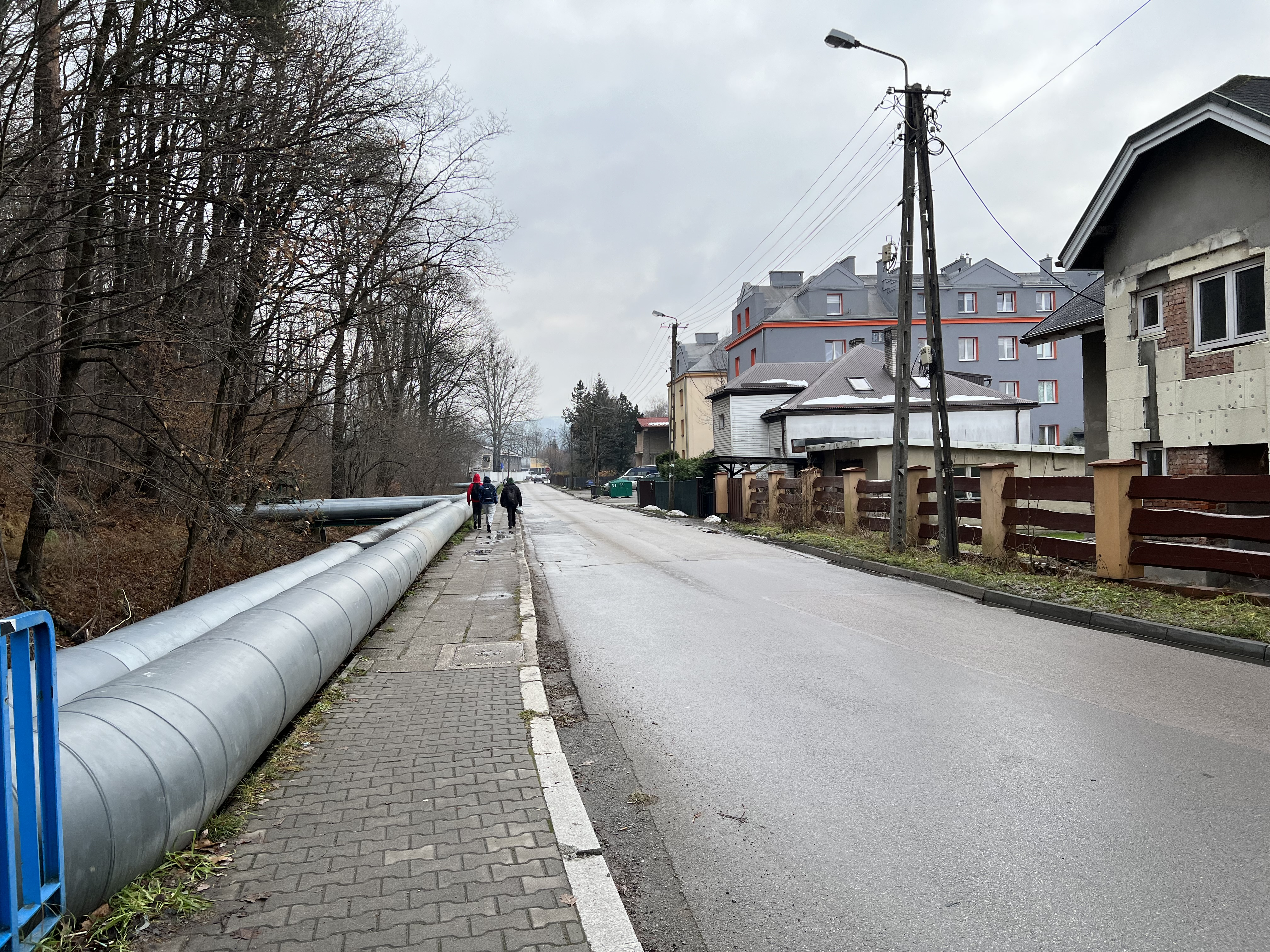
Ulica Grunwaldzka

Status drogi wojewódzkiej na terenie dzielnicy posiada ul. Kopernika, będąca częścią drogi wojewódzkiej nr 946.
Ponadto do dróg powiatowych na obszarze Sporysza należą:
- ul. Grunwaldzka – biegnie od Osiedla Pod Grapą do skrzyżowania z ul. Kopernika nieopodal granicy miasta z wsią Świnna[3][102]
- ul. Isep – prowadzi od ul. Kopernika w kierunku granicy z Trzebinią. Łączy się z ul. Sporyską[3][102]
- ul. Marii Curie-Skłodowskiej – łącznik pomiędzy ul. Kopernika i ul. Grunwaldzką[3][102]
- ul. Partyzantów – biegnie od ul. Grunwaldzkiej do Kocurowa-Koleb[3][102]
- ul. Sporyska – wiedzie od ul. Kopernika w kierunku wzgórza Grojec[3][102]

### Linie kolejowe

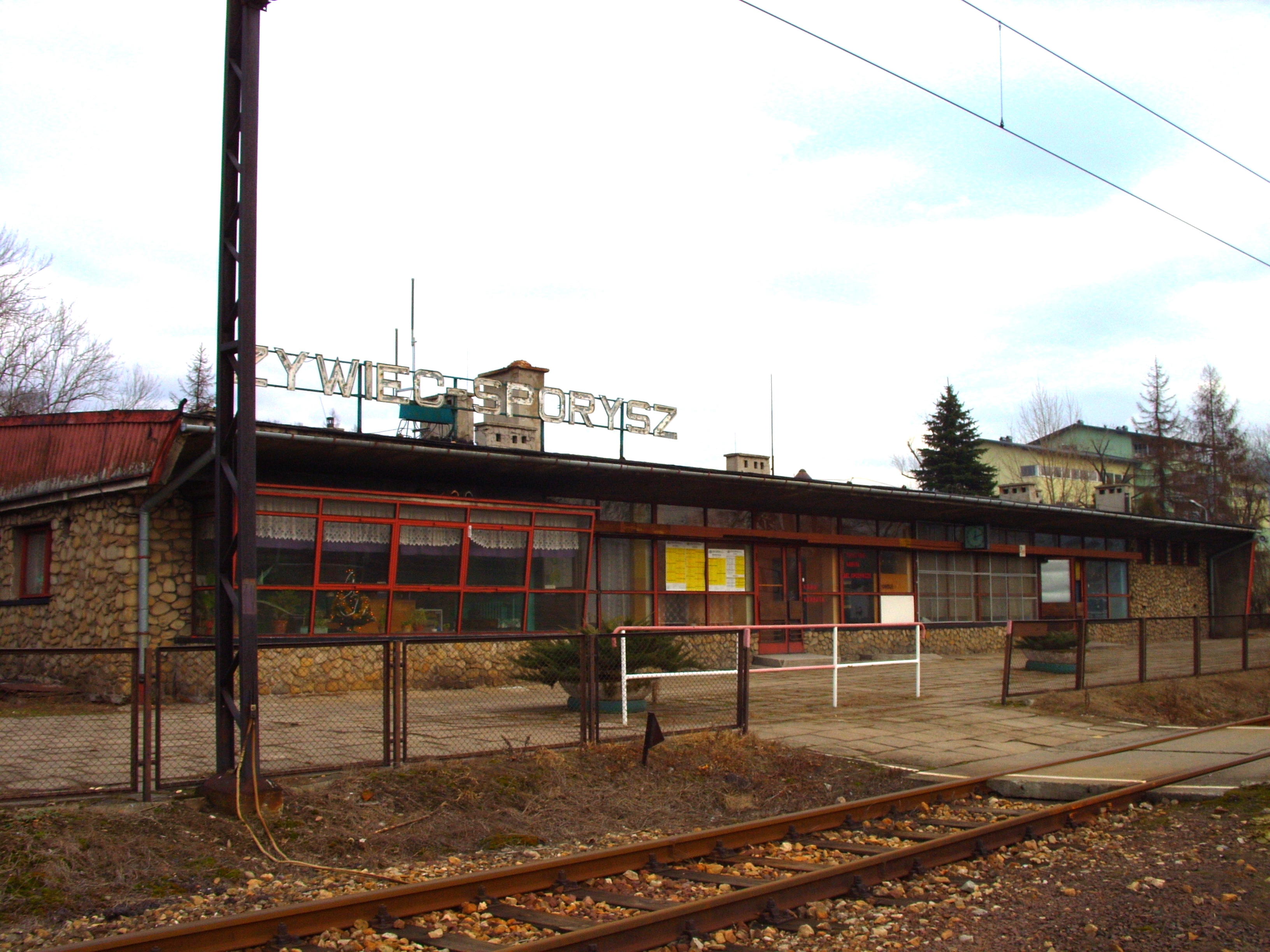
Stacja kolejowa Żywiec-Sporysz

Przez Sporysz przebiega linia kolejowa nr 97 Skawina-Żywiec ze stacją kolejową Żywiec-Sporysz przy ul. Grunwaldzkiej, do której docierają pociągi Kolei Śląskich (linia KS S51 Katowice-Zakopane), InterCity oraz Polregio (w kierunku Suchej Beskidzkiej i Krakowa). Stacja jest jednak wykorzystywana w niewielkim stopniu przez pasażerów – w 2022 obsługiwała ona 0–9 osób na dobę

### Komunikacja miejska
Na terenie dzielnicy znajduje się 21 przystanków komunikacji miejskiej, w tym trzy pętle autobusowe. Największa ilość linii kończy bieg na pętli „Fabryka Śrub”.
Do linii komunikacji miejskiej obsługujących dzielnicę należą: 1, 2, 3, 5, 6, 8, 10, 12 i 15.

### Komunikacja lokalna
Przez Sporysz przebiegają także linie komunikacji powiatowej, organizowanej przez Starostwo Powiatowe. Kursują one do przystanku położonego w pobliżu Szpitala Żywiec przy ul. Pola Lisickich.

## Osiedla
- Osiedle Kopernika[3][102]
- Osiedle Reymonta[3][102]

## Ludzie związani ze Sporyszem
- We wsi urodził się i tworzył jeden z najwybitniejszych polskich malarzy ludowych XX w. Franciszek Janeczko (1906–1942)[109].